# Mikhail Gorbatchov
Mikhail Sergueievich Gorbatchov[a] ou Gorbachev[b] (em russo:  Михаи́л Серге́евич Горбачёв; Privolnoye, 2 de março de 1931 – Moscou, 30 de agosto de 2022) foi um político soviético e russo que serviu como o último líder da União Soviética de 1985 até a dissolução do país em 1991. Ele serviu como Secretário-Geral do Partido Comunista da União Soviética a partir de 1985 e também como chefe de Estado a partir de 1988, como Presidente do Presidium do Soviete Supremo de 1988 a 1989, Presidente do Soviete Supremo de 1989 a 1990 e Presidente da União Soviética de 1990 a 1991. Ideologicamente, Gorbatchov inicialmente aderiu ao marxismo-leninismo, mas mudou para a social-democracia no início da década de 1990.
Gorbatchov nasceu em Privolnoye, Krai do Cáucaso do Norte, em uma família camponesa pobre de ascendência russa e ucraniana. Crescendo sob o governo de Josef Stalin, em sua juventude ele operou colheitadeiras em uma fazenda coletiva antes de se juntar ao Partido Comunista, que então governava a União Soviética como um estado de partido único. Estudando na Universidade Estadual de Moscou, ele se casou com sua colega Raíssa Titarenko em 1953 e recebeu seu diploma de direito em 1955. Mudando-se para Stavropol, ele trabalhou para a organização juvenil Komsomol e, após a morte de Stalin, tornou-se um fervoroso defensor das reformas de desestalinização do líder soviético Nikita Khrushchov. Ele foi nomeado Primeiro Secretário do Comitê Regional de Stavropol em 1970, supervisionando a construção do Grande Canal de Stavropol. Em 1978, ele retornou a Moscou para se tornar Secretário do Comitê Central do partido; juntou-se ao Politburo governante (25º mandato) como membro sem direito a voto em 1979 e como membro votante em 1980. Três anos após a morte do líder soviético Leonid Brejnev — após os breves mandatos de Iúri Andropov e Konstantin Chernenko — em 1985, o Politburo elegeu Gorbatchov como secretário-geral, o líder de facto.
Embora comprometido em preservar o estado soviético e seus ideais marxistas-leninistas, Gorbatchov acreditava que uma reforma significativa era necessária para sua sobrevivência. Ele retirou as tropas da Guerra Soviética-Afegã e embarcou em cúpulas com o presidente dos Estados Unidos, Ronald Reagan, para limitar as armas nucleares e acabar com a Guerra Fria. Internamente, sua política de glasnost ("abertura") permitiu maior liberdade de expressão e de imprensa, enquanto sua perestroika ("reestruturação") buscou descentralizar a tomada de decisões econômicas para melhorar sua eficiência. No final das contas, as medidas de democratização de Gorbatchov e a formação do Congresso eleito dos Deputados do Povo minaram o estado de partido único. Quando vários países do Pacto de Varsóvia abandonaram a governança marxista-leninista em 1989, ele se recusou a intervir militarmente. O crescente sentimento nacionalista dentro das repúblicas constituintes ameaçou desmantelar a União Soviética, levando os linha-dura dentro do Partido Comunista a lançar um golpe malsucedido contra Gorbatchov em agosto de 1991. Após o golpe, a União Soviética se dissolveu contra a vontade de Gorbatchov. Após renunciar à presidência, ele lançou a Fundação Gorbatchov, tornou-se um crítico ferrenho dos presidentes russos Boris Iéltsin e Vladimir Putin e fez campanha pelo movimento social-democrata da Rússia.
Considerado uma das figuras mais significativas da segunda metade do século XX, Gorbatchov continua sendo controverso. Recebedor de uma ampla gama de prêmios, incluindo o Prêmio Nobel da Paz, ele foi elogiado por seu papel no fim da Guerra Fria, na introdução de novas liberdades políticas e econômicas na União Soviética e na tolerância à queda das administrações marxistas-leninistas na Europa Central e Oriental e à reunificação alemã. Os críticos o veem como alguém que enfraquece a influência global da Rússia e precipita um colapso econômico no país.

## Biografia

### 1931–1950: Infância e adolescência

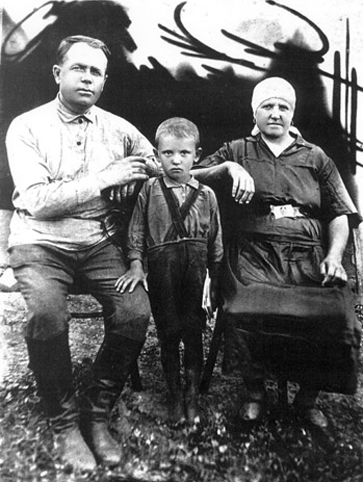
Gorbatchov e seus avós maternos ucranianos, final da década de 1930

Gorbatchov nasceu em 2 de março de 1931 na aldeia de Privolnoye, então no Krai do Cáucaso do Norte da República Socialista Federativa Soviética da Rússia, União Soviética.  Na época, Privolnoye estava dividida entre russos étnicos e ucranianos.  A família paterna de Gorbatchov era russa e havia se mudado de Voronezh várias gerações antes; sua família materna era de ascendência étnica ucraniana e havia migrado de Chernihiv.  Seus pais o chamaram de Viktor ao nascer, mas por insistência de sua mãe, ele teve um batismo secreto, onde seu avô o batizou de Mikhail.  Sua relação com seu pai, Sergey Andreyevich Gorbatchov, era próxima; sua mãe, Maria Panteleyevna Gorbatchova (nascida Gopkalo), era mais fria e punitiva.  Seus pais eram pobres,  e viviam como camponeses.  Eles se casaram na adolescência em 1928,  e, seguindo a tradição local, residiram inicialmente na casa do pai de Sergey, uma cabana com paredes de adobe, antes que uma cabana própria pudesse ser construída. 
A União Soviética era um estado de partido único governado pelo Partido Comunista, liderado por Josef Stalin. Stalin tinha iniciado um projecto de coletivização rural em massa destinado a ajudar a converter o país numa sociedade socialista.  O avô materno de Gorbatchov juntou-se ao Partido Comunista e ajudou a formar o primeiro kolkhoz (fazenda coletiva) da aldeia em 1929, tornando-se seu presidente.  Foram 19km fora de Privolnoye, e quando tinha três anos, Gorbatchov deixou a casa dos pais e mudou-se para o kolkhoz com os avós maternos. 
O país estava passando pela fome de 1930-1933, na qual morreram dois tios paternos e uma tia de Gorbatchov.  Isso foi seguido pelo Grande Expurgo, no qual indivíduos acusados de serem "inimigos do povo" foram internados em campos de trabalho ou executados. Ambos os avôs de Gorbatchov cumpriram pena em campos de trabalho.  Após sua libertação em dezembro de 1938, o avô materno de Gorbatchov falou sobre ter sido torturado pela polícia secreta, um relato que influenciou o jovem. 
Durante a Segunda Guerra Mundial, em junho de 1941, o Exército Alemão invadiu a União Soviética. As forças alemãs ocuparam Privolnoye durante quatro meses e meio em 1942.  O pai de Gorbatchov lutou na linha de frente; foi injustamente declarado morto durante o conflito e lutou na Batalha de Kursk antes de retornar à sua família, ferido.  Após a derrota da Alemanha, os pais de Gorbatchov tiveram seu segundo filho, Aleksandr, em 1947; ele e Mikhail eram seus únicos filhos. 
A escola da aldeia permaneceu fechada durante grande parte da guerra, reabrindo no outono de 1944.  Gorbatchov não queria regressar, mas destacou-se academicamente quando o fez.  Ele lia vorazmente, passando dos romances ocidentais de Thomas Mayne Reid para as obras de Vissarion Belinsky, Alexander Pushkin, Nikolai Gogol e Mikhail Lermontov.  Em 1946, juntou-se ao Komsomol, a organização política juvenil soviética, tornando-se líder do seu grupo local, e foi então eleito para o comité do Komsomol para o distrito.  Da escola primária, ele se mudou para o ensino médio em Molotovskoye; ele ficava lá durante a semana e caminhava 19km para casa durante os fins de semana.  Além de ser membro da sociedade de teatro da escola,  ele organizava atividades esportivas e sociais e liderava a aula de exercícios matinais da escola.  Ao longo de cinco verões consecutivos, a partir de 1946, ele voltou para casa para ajudar seu pai a operar uma colheitadeira; durante esses verões, eles às vezes trabalhavam 20 horas por dia.  Em 1948, eles colheram mais de 8.000 centneres de grãos, um feito pelo qual Sergey foi condecorado com a Ordem de Lenin e seu filho com a Ordem da Bandeira Vermelha do Trabalho. 

### 1950–1955: Universidade
Consideraria uma grande honra ser membro do altamente avançado e genuinamente revolucionário Partido Comunista dos Bolcheviques. Prometo ser fiel à grande causa de Lenin e Stalin e dedicar toda a minha vida à luta do partido pelo comunismo.

— Carta de Gorbachev solicitando filiação ao Partido Comunista, 1950

Em junho de 1950, Gorbatchov tornou-se membro candidato do Partido Comunista.  Ele se candidatou para estudar direito na Universidade Estadual de Moscou (MSU), na época a universidade mais prestigiada do país. Aceitaram-no sem pedir um exame, provavelmente devido às suas origens operário-camponesas e à posse da Ordem da Bandeira Vermelha do Trabalho.  A sua escolha de lei foi invulgar; não era um assunto muito bem visto na sociedade soviética naquela época.  Aos 19 anos, viajou de trem para Moscou, a primeira vez que saiu de sua região natal. 

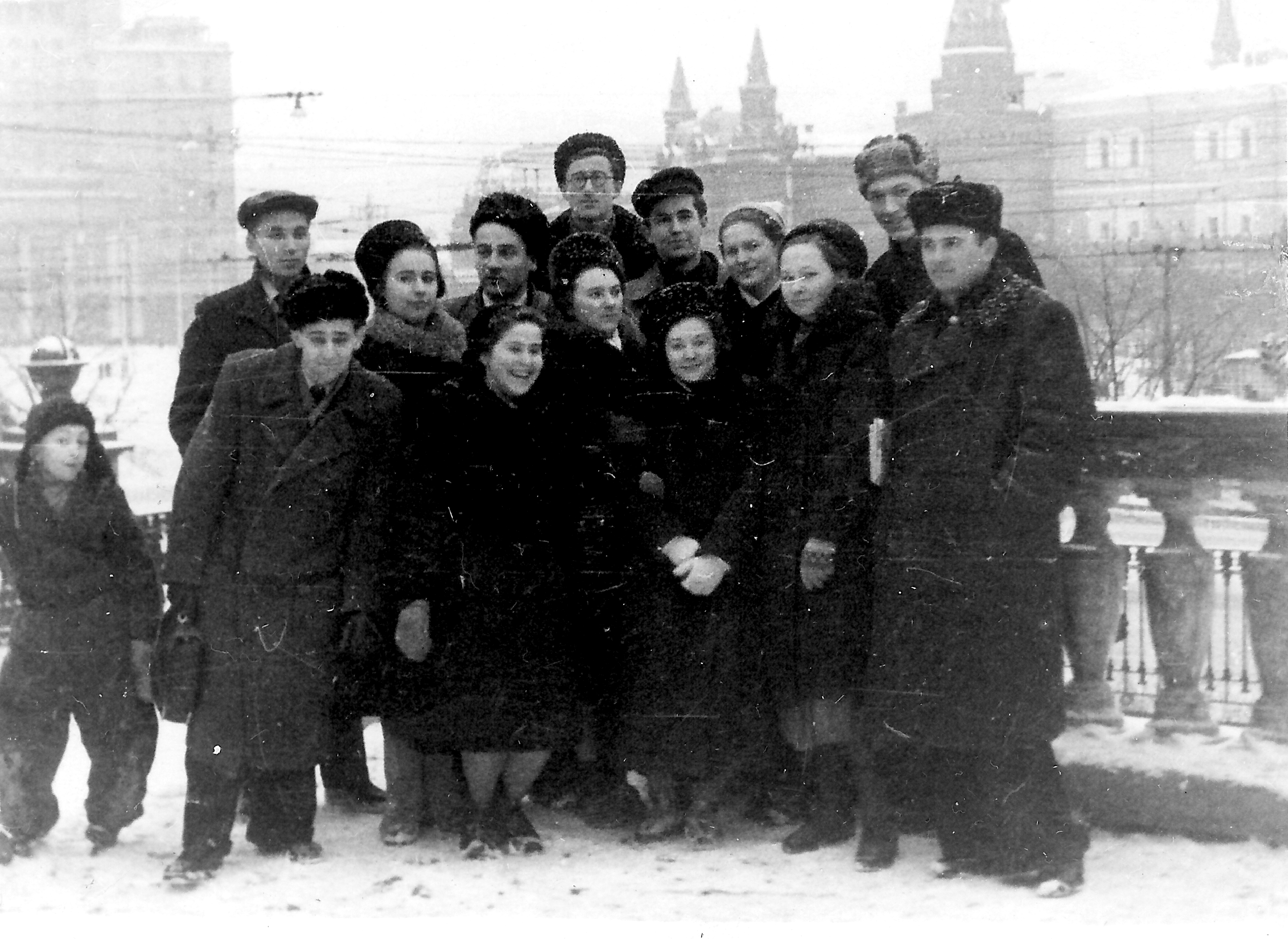
Gorbatchov (primeiro da direita) com seus colegas de classe na Faculdade de Direito da Universidade Estatal de Moscou, 1952

Em Moscou, Gorbatchov residia com outros estudantes da MSU em um dormitório no distrito de Sokolniki.  Ele se sentia em desacordo com seus colegas urbanos, mas logo se integrou.  Os colegas estudantes lembram-se de que ele trabalhava especialmente arduamente, muitas vezes até altas horas da noite.  Ele ganhou reputação como mediador durante disputas  e era franco nas aulas, mas era reservado quanto às suas opiniões; por exemplo, confidenciou a alguns alunos a sua oposição à norma jurisprudencial soviética de que uma confissão provava culpa, observando que as confissões poderiam ter sido forçadas.  Durante os seus estudos, uma campanha antissemita espalhou-se pela União Soviética, culminando na conspiração dos Doutores; Gorbatchov defendeu publicamente Volodya Liberman, um estudante judeu acusado de deslealdade. 
Na MSU, Gorbatchov tornou-se o chefe do Komsomol da sua turma de ingresso e, em seguida, secretário adjunto do Komsomol para agitação e propaganda na faculdade de direito.  Uma das suas primeiras atribuições no Komsomol em Moscou foi monitorizar a votação no distrito de Presnensky para garantir uma participação quase total; Gorbatchov descobriu que a maioria das pessoas votava "por medo".  Em 1952, foi nomeado membro titular do Partido Comunista.  Ele foi encarregado de monitorar outros estudantes em busca de subversão; alguns de seus colegas disseram que ele fazia isso apenas minimamente e que confiavam nele para manter informações confidenciais em segredo das autoridades.  Gorbatchov tornou-se amigo íntimo de Zdeněk Mlynář, um estudante checoslovaco que mais tarde se tornou um dos principais ideólogos da Primavera de Praga de 1968. Mlynář lembrou que a dupla permaneceu marxista-leninista comprometida, apesar das suas crescentes preocupações com o sistema stalinista.  Após a morte de Stalin em Março de 1953, Gorbatchov e Mlynář juntaram-se à multidão que se aglomerava para ver o corpo de Stalin a ser velado. 
Na MSU, Gorbatchov conheceu Raíssa Titarenko, que estudava no departamento de filosofia da universidade.  Ela estava noiva de outro homem, mas depois que o noivado acabou, ela começou um relacionamento com Gorbatchov;  juntos eles iam a livrarias, museus e exposições de arte.  No início de 1953, ele fez um estágio no gabinete do procurador no distrito de Molotovskoye, mas ficou irritado com a incompetência e a arrogância dos que trabalhavam lá.  Naquele verão, ele retornou a Privolnoye para trabalhar com seu pai na colheita; o dinheiro ganho permitiu-lhe pagar seu casamento.  Em 25 de setembro de 1953, ele e Raíssa registraram seu casamento no Cartório de Registro de Sokolniki  e em outubro foram morar juntos no dormitório Colina Lênin.  Raíssa descobriu que estava grávida e, embora o casal quisesse ficar com a criança, ela adoeceu e precisou fazer um aborto. 
Em Junho de 1955, Gorbatchov licenciou-se com distinção;  o seu trabalho final foi sobre as vantagens da "democracia socialista" sobre a "democracia burguesa" (democracia liberal).  Posteriormente, foi designado para o gabinete do procurador soviético, que se concentrava na reabilitação das vítimas inocentes dos expurgos de Stalin, mas descobriu que não havia trabalho para ele.  Foi-lhe então oferecida uma vaga num curso de pós-graduação da MSU especializado em direito kolkhoz, mas recusou.  Ele queria permanecer em Moscou, onde Raíssa estava matriculada em um programa de doutorado, mas em vez disso conseguiu emprego em Stavropol; Raíssa abandonou seus estudos para se juntar a ele lá. 

## Carreira inicial no PCUS

### 1955–1969: Komsomol de Stavropol

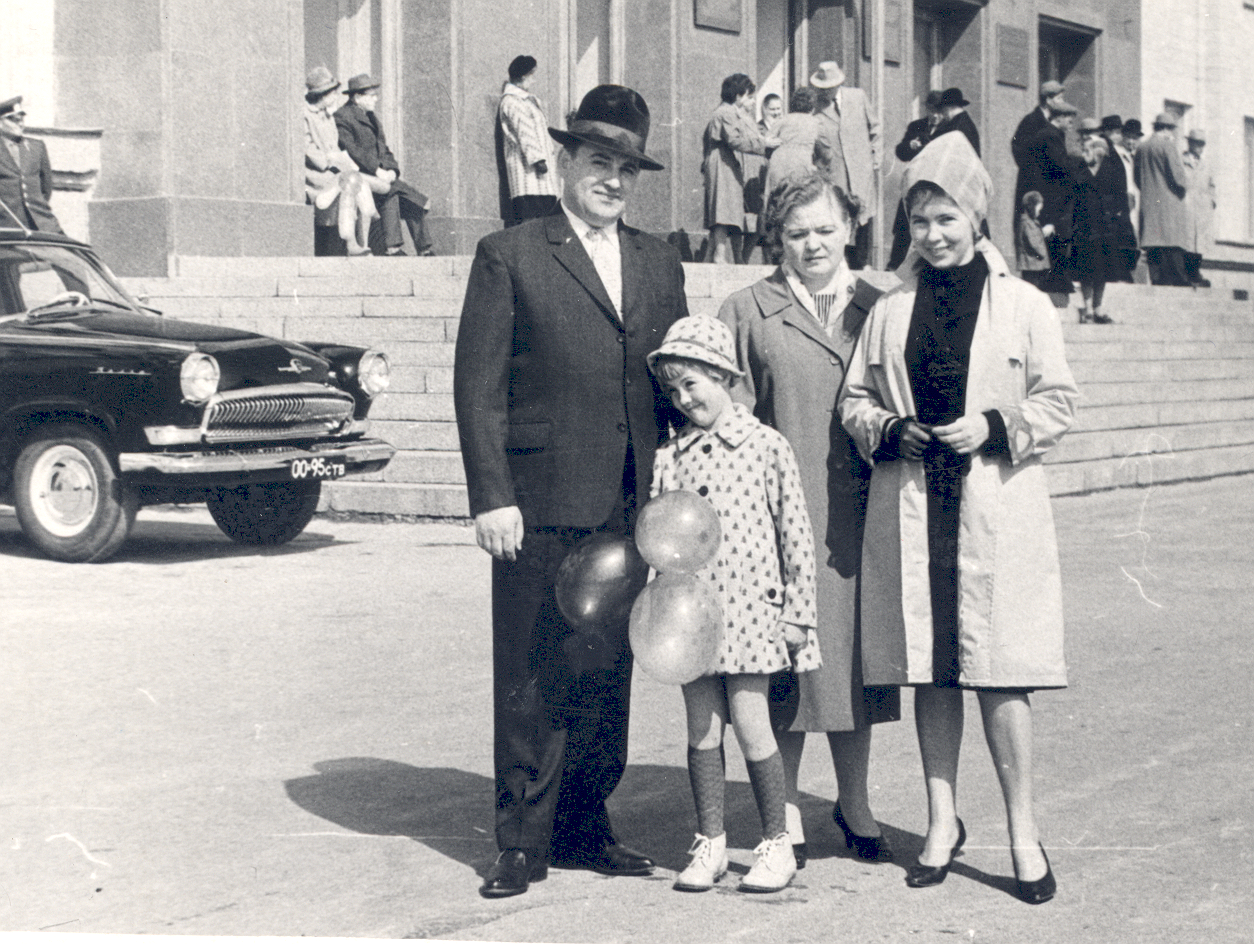
Gorbatchov com sua esposa e filha em Stavropol, 1964

Em agosto de 1955, Gorbatchov começou a trabalhar no gabinete do procurador regional de Stavropol, mas não gostou e conseguiu uma transferência para trabalhar no Komsomol,  tornando-se vice-diretor do departamento de agitação e propaganda do Komsomol para aquela região.  Nesta posição, ele visitou aldeias na área e tentou melhorar a vida dos seus habitantes; ele estabeleceu um círculo de discussão em Gorkaya Balka para ajudar os seus residentes camponeses a obter contatos sociais. 
Gorbatchov e sua esposa Raíssa alugaram inicialmente um pequeno quarto em Stavropol,  fazendo caminhadas diárias à noite pela cidade e nos fins de semana fazendo caminhadas no campo.  Em Janeiro de 1957, Raíssa deu à luz uma filha, Irina,  e em 1958 mudaram-se para dois quartos num apartamento comunitário.  Em 1961, Gorbatchov obteve um segundo diploma em produção agrícola; fez um curso por correspondência no Instituto Agrícola local de Stavropol, recebendo seu diploma em 1967.  Sua esposa também havia cursado um segundo grau, obtendo um doutorado em sociologia em 1967 pela Universidade Pedagógica Estatal de Moscou;  enquanto estava em Stavropol, ela se juntou ao Partido Comunista. 
Stalin foi sucedido como líder soviético por Nikita Khrushchov, que denunciou Stalin e seu culto à personalidade em um discurso proferido em fevereiro de 1956, após o qual lançou um processo de desestalinização em toda a sociedade soviética.  O biógrafo posterior William Taubman sugeriu que Gorbatchov “incorporava” o “espírito reformista” da era Khrushchev.  Gorbatchov estava entre aqueles que se consideravam “marxistas genuínos” ou “leninistas genuínos”.  Ele ajudou a espalhar a mensagem anti-stalinista de Khrushchev em Stavropol, mas encontrou muitos que viam Staline como um herói e elogiavam os seus expurgos como justos. 
Gorbatchov ascendeu de forma constante nas fileiras da administração local.  As autoridades consideravam-no politicamente fiável,  e ele bajulava os seus superiores, ganhando, por exemplo, o favor do proeminente político local Fyodor Kulakov.  Com a capacidade de superar os rivais, alguns colegas ressentiram-se do seu sucesso.  Em setembro de 1956, foi promovido a primeiro secretário do Komsomol da cidade de Stavropol, ficando responsável por ele;  em abril de 1958 foi nomeado vice-chefe do Komsomol para toda a região.  Foi-lhe dada uma acomodação melhor: um apartamento de dois cômodos com cozinha privativa, banheiro e banheiro.  Em Stavropol, ele formou um clube de discussão para jovens,  e ajudou a mobilizar os jovens locais para participarem nas campanhas agrícolas e de desenvolvimento de Khrushchev. 

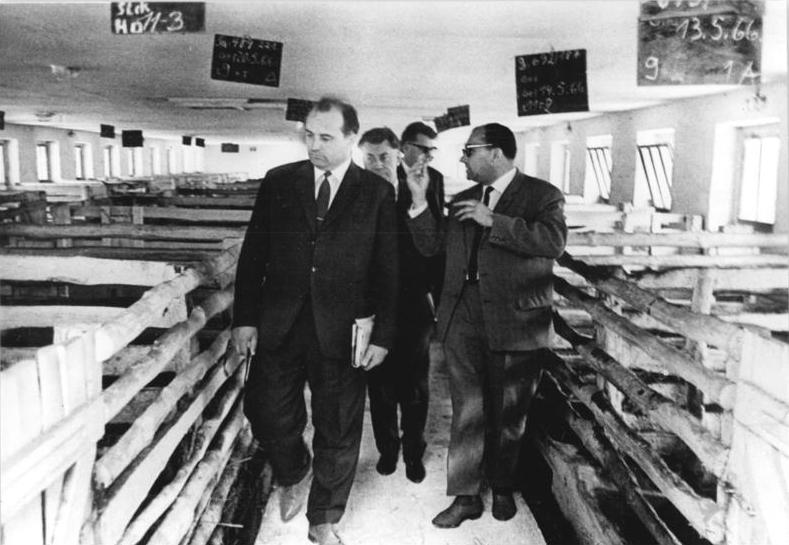
Gorbatchov em visita à Alemanha Oriental em 1966

Em Março de 1961, Gorbatchov tornou-se Primeiro Secretário do Komsomol regional,  posição em que fez tudo o que pôde para nomear mulheres como líderes municipais e distritais.  Em 1961, Gorbatchov recebeu a delegação italiana no Festival Mundial da Juventude em Moscou;  nesse mês de Outubro, participou no 22.º Congresso do Partido Comunista da União Soviética.  Em janeiro de 1963, Gorbatchov foi promovido a chefe de pessoal do comité agrícola regional do partido,  e em setembro de 1966 tornou-se Primeiro Secretário da Organização do Partido da Cidade de Stavropol ("Gorkom").  Em 1968, ele estava frustrado com seu trabalho - em grande parte porque as reformas de Khrushchev estavam paralisadas ou sendo revertidas - e pensou em deixar a política para trabalhar no meio acadêmico.  No entanto, em agosto de 1968, foi nomeado Segundo Secretário do Kraikom de Stavropol, tornando-se vice-secretário do Primeiro Secretário Leonid Yefremov e a segunda figura mais importante do Krai de Stavropol.  Em 1969, foi eleito deputado ao Soviete Supremo da União Soviética e nomeado membro da sua Comissão Permanente para a Proteção do Ambiente. 
Autorizado a viajar para os países do Bloco de Leste, em 1966 fez parte de uma delegação que visitou a Alemanha Oriental e, em 1969 e 1974, visitou a Bulgária.  Em agosto de 1968, a União Soviética liderou uma invasão da Tchecoslováquia para pôr fim à Primavera de Praga. Embora Gorbatchov tenha posteriormente declarado que tinha preocupações privadas sobre a invasão, apoiou-a publicamente.  Em setembro de 1969, ele fez parte de uma delegação soviética enviada à Tchecoslováquia, onde encontrou um povo pouco acolhedor.  Naquele ano, as autoridades soviéticas ordenaram-lhe que punisse Fagim B. Sadygov, um professor de filosofia do instituto agrícola de Stavropol, cujas ideias eram consideradas críticas à política agrícola soviética; Gorbatchov garantiu que Sadykov fosse demitido do ensino, mas ignorou os apelos para que enfrentasse uma punição mais severa.  Gorbatchov relatou mais tarde que ficou “profundamente afetado” pelo incidente; “a minha consciência atormentou-me” por supervisionar a perseguição de Sadykov. 

### 1970–1977: chefiando a região de Stavropol

Gorbatchov e Suslov nas comemorações do 250º aniversário de Stavropol, 1978

Em abril de 1970, Yefremov foi promovido a um cargo mais alto em Moscou e Gorbatchov o sucedeu como Primeiro Secretário do Stavropol kraikom. Isto concedeu a Gorbatchov um poder significativo sobre a região de Stavropol.  Ele foi avaliado para o cargo por altos líderes do Kremlin e foi informado de sua decisão pelo líder soviético, Leonid Brejnev.  Com 39 anos, ele era consideravelmente mais jovem que seus antecessores.  Como chefe da região de Stavropol, ele se tornou automaticamente membro do Comitê Central do Partido Comunista da União Soviética (24º mandato) em 1971.  Segundo o biógrafo Zhores Medvedev, Gorbatchov “entrou agora na superelite do Partido”.  Como líder regional, Gorbatchov inicialmente atribuiu as falhas económicas e de outro tipo à "ineficiência e incompetência dos quadros, às falhas na estrutura de gestão ou às lacunas na legislação", mas acabou por concluir que foram causadas por uma centralização excessiva da tomada de decisões em Moscou.  Ele começou a ler traduções de textos restritos de autores marxistas ocidentais como Antonio Gramsci, Louis Aragon, Roger Garaudy e Giuseppe Boffa, e ficou sob sua influência. 

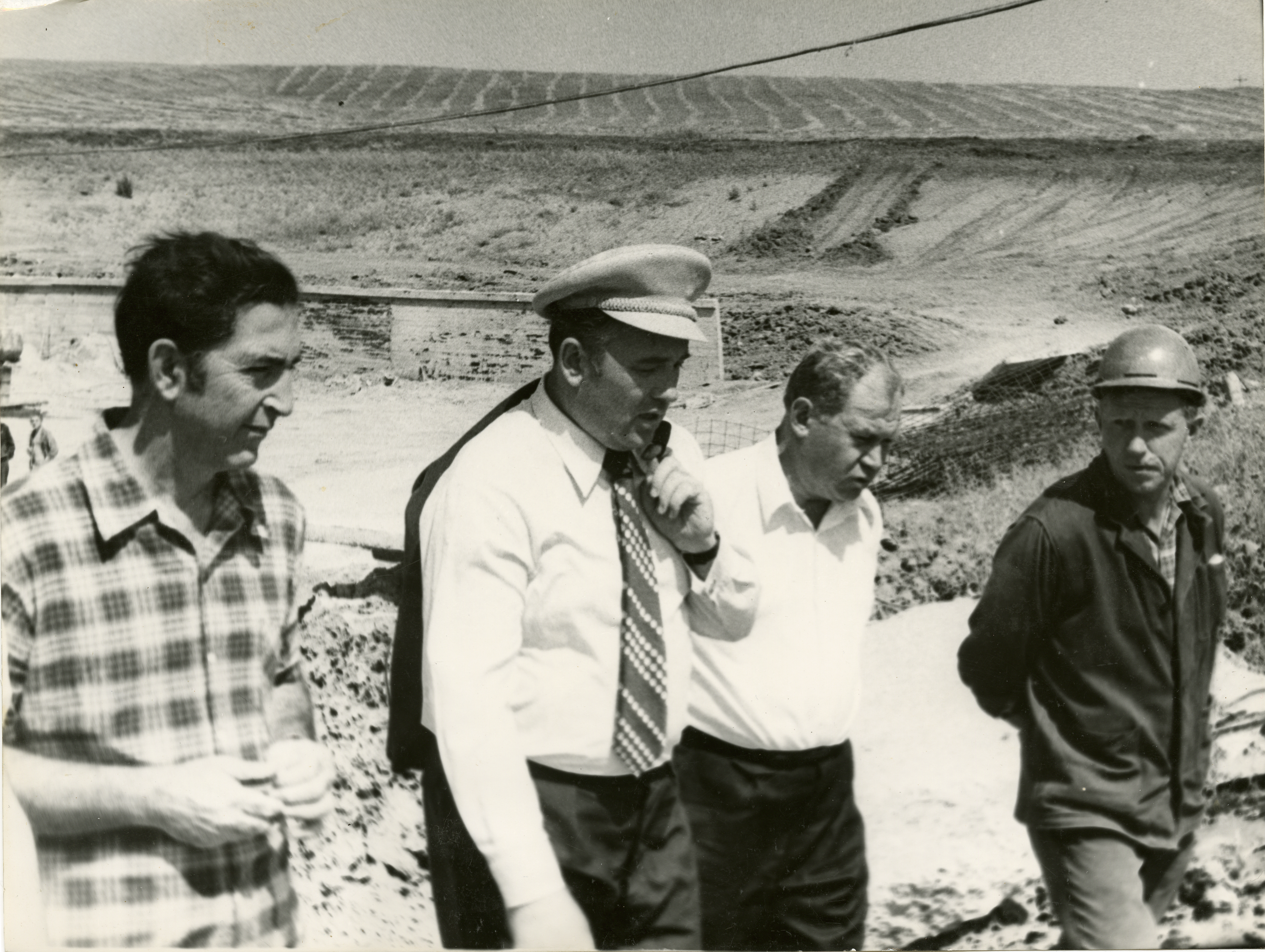
Gorbatchov inspecionando a construção do Grande Canal de Stavropol

A principal tarefa de Gorbatchov como líder regional era aumentar os níveis de produção agrícola, uma tarefa dificultada pelas secas severas de 1975 e 1976.  Ele supervisionou a expansão dos sistemas de irrigação através da construção do Grande Canal de Stavropol.  Por supervisionar uma colheita recorde de grãos no distrito de Ipatovsky, em março de 1972 ele foi condecorado com a Ordem da Revolução de Outubro por Brezhnev em uma cerimônia em Moscou.  Gorbatchov procurou manter a confiança de Brezhnev;  como líder regional, elogiou repetidamente Brezhnev nos seus discursos, referindo-se a ele, por exemplo, como "o estadista mais notável do nosso tempo".  Gorbatchov e sua esposa passaram férias em Moscou, Leningrado, Uzbequistão e resorts no Cáucaso do Norte;  ele passou férias com o chefe da KGB, Iúri Andropov, que era favorável a ele e que se tornou um importante patrono.  Gorbatchov desenvolveu boas relações com figuras importantes, incluindo o primeiro-ministro soviético, Alexei Kosygin,  e o antigo membro sénior do partido, Mikhail Suslov. 
O governo considerou Gorbatchov suficientemente confiável para ser enviado em delegações soviéticas à Europa Ocidental; ele fez cinco viagens para lá entre 1970 e 1977.  Em setembro de 1971, ele fez parte de uma delegação à Itália, onde se encontraram com representantes do Partido Comunista Italiano; Gorbatchov amava a cultura italiana, mas ficou impressionado com a pobreza e a desigualdade que viu lá.  Em 1972, ele visitou a Bélgica e a Holanda e, em 1973, a Alemanha Ocidental.  Gorbatchov e sua esposa visitaram a França em 1976 e 1977, nesta última ocasião viajando pelo país com um guia do Partido Comunista Francês.  Ele ficou surpreendido com a forma como os europeus ocidentais ofereciam abertamente as suas opiniões e criticavam os seus líderes políticos, algo ausente na União Soviética, onde a maioria das pessoas não se sentia segura a falar tão abertamente.  Mais tarde, ele relatou que, para ele e sua esposa, essas visitas "abalaram nossa crença a priori na superioridade da democracia socialista sobre a burguesa". 
Gorbatchov permaneceu próximo dos seus pais; depois de o seu pai ter adoecido terminalmente em 1974, Gorbatchov viajou para estar com ele em Privolnoe pouco antes da sua morte.  Sua filha, Irina, casou-se com o colega Anatoly Virgansky em abril de 1978.  Em 1977, o Soviete Supremo nomeou Gorbatchov para presidir a Comissão Permanente para os Assuntos da Juventude devido à sua experiência na mobilização de jovens no Komsomol. 

## Secretário do Comitê Central do PCUS

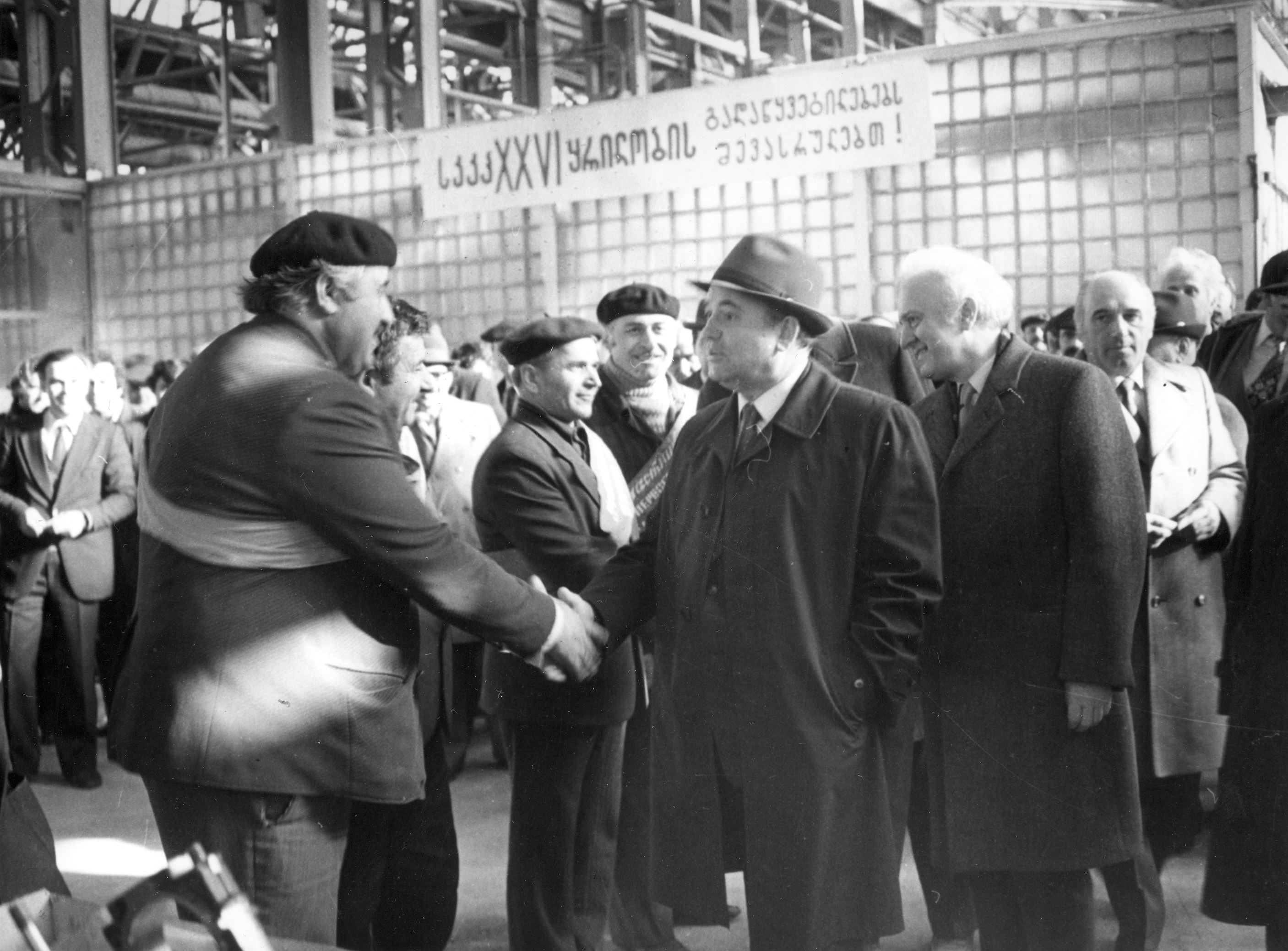
Gorbatchov, acompanhado pelo Primeiro Secretário do Partido Comunista da Geórgia, Eduard Shevardnadze, durante uma visita à RSS da Geórgia em 1983

Em Novembro de 1978, Gorbatchov foi nomeado Secretário do Comité Central. ] A sua nomeação foi aprovada por unanimidade pelos membros do Comité Central.  Para preencher essa posição, Gorbatchov e sua esposa se mudaram para Moscou, onde inicialmente receberam uma antiga dacha fora da cidade. Eles então se mudaram para outro lugar, em Sosnovka, antes de receberem uma casa de tijolos recém-construída.  Deram-lhe um apartamento dentro da cidade, mas o deu à filha e ao genro; Irina havia começado a trabalhar no Segundo Instituto Médico de Moscou.  Como parte da elite política de Moscou, Gorbatchov e a sua esposa tinham agora acesso a melhores cuidados médicos e a lojas especializadas; receberam cozinheiros, criados, guarda-costas e secretários, muitos destes espiões do KGB.  No seu novo cargo, Gorbatchov trabalhava frequentemente entre doze e dezasseis horas por dia.  Ele e sua esposa socializavam pouco, mas gostavam de visitar os teatros e museus de Moscou. 

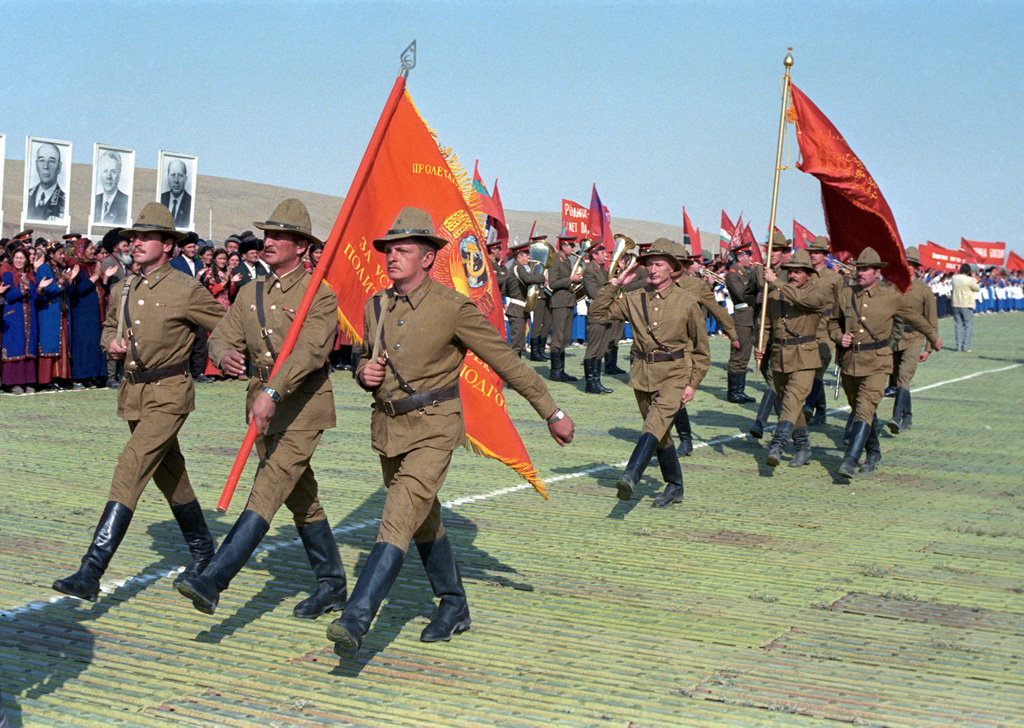
Gorbatchov era cético em relação à implantação de tropas soviéticas no Afeganistão (foto aqui em 1986)

Em 1978, Gorbatchov foi nomeado para o Secretariado de Agricultura do Comité Central (25.º mandato), substituindo o seu antigo patrono Kulakov, que tinha morrido de um ataque cardíaco.  Gorbatchov concentrou a sua atenção na agricultura: as colheitas de 1979, 1980 e 1981 foram todas fracas, devido em grande parte às condições meteorológicas,  e o país teve de importar quantidades crescentes de cereais.  Ele tinha preocupações crescentes sobre o sistema de gestão agrícola do país, passando a considerá-lo excessivamente centralizado e exigindo uma tomada de decisões mais ascendente;  levantou estes pontos no seu primeiro discurso no Plenário do Comité Central, proferido em Julho de 1978.  Ele começou a se preocupar com outras políticas também. Em Dezembro de 1979, os soviéticos enviaram as forças armadas para o vizinho Afeganistão para apoiar o seu governo alinhado com os soviéticos contra os insurgentes islâmicos; Gorbatchov considerou isso um erro.  Por vezes, apoiou abertamente a posição do governo; em Outubro de 1980, por exemplo, apoiou os apelos soviéticos para que o governo marxista-leninista da Polônia reprimisse a crescente dissidência interna naquele país.  No mesmo mês, foi promovido de membro candidato a membro pleno do Politburo (25.º mandato), tornando-se o mais jovem membro do mais alto órgão decisório do Partido Comunista.  Após a morte de Brezhnev em novembro de 1982, Andropov o sucedeu como Secretário Geral do Partido Comunista, o líder de fato na União Soviética. Gorbatchov estava entusiasmado com a nomeação.  No entanto, embora Gorbatchov esperasse que Andropov introduzisse reformas liberalizantes, este último apenas realizou mudanças de pessoal e não mudanças estruturais.  Gorbatchov tornou-se o aliado mais próximo de Andropov no Politburo;  com o encorajamento de Andropov, Gorbatchov às vezes presidia as reuniões do Politburo.  Andropov encorajou Gorbatchov a expandir-se para áreas políticas diferentes da agricultura, preparando-o para futuros cargos mais elevados.  Em Abril de 1983, num sinal de crescente ascendência, Gorbatchov proferiu o discurso anual que assinalava o aniversário do fundador soviético Vladimir Lenin;  isto exigiu-lhe que relesse muitos dos escritos posteriores de Lenin, nos quais este último tinha apelado à reforma no contexto da Nova Política Econômica da década de 1920, e encorajou a própria convicção de Gorbatchov de que a reforma era necessária.  Em maio de 1983, Gorbatchov foi enviado ao Canadá, onde se encontrou com o primeiro-ministro Pierre Trudeau e discursou no Parlamento canadense.  Lá, ele conheceu e fez amizade com o embaixador soviético, Aleksandr Yakovlev, que mais tarde se tornou um aliado político importante. 
Em Fevereiro de 1984, Andropov morreu; no seu leito de morte indicou o seu desejo de que Gorbatchov o sucedesse.  No entanto, muitos no Comité Central pensavam que Gorbatchov, de 53 anos, era demasiado jovem e inexperiente.  Em vez disso, Konstantin Chernenko — um antigo aliado de Brejnev — foi nomeado secretário-geral, mas também ele estava com uma saúde muito debilitada.  Chernenko estava frequentemente doente demais para presidir às reuniões do Politburo, com Gorbatchov a intervir no último minuto.  Gorbatchov continuou a cultivar aliados tanto no Kremlin como fora dele,  e fez o discurso principal numa conferência sobre a ideologia soviética, onde irritou os linha-dura do partido ao insinuar que o país necessitava de reformas. 
Em abril de 1984, Gorbatchov foi nomeado presidente da Comissão dos Negócios Estrangeiros da legislatura soviética, um cargo largamente honorífico.  Em junho, ele viajou para a Itália como representante soviético para o funeral do líder do Partido Comunista Italiano, Enrico Berlinguer,  e em setembro para Sófia, Bulgária, para participar das comemorações do quadragésimo aniversário de sua libertação dos nazistas pelo Exército Vermelho.  Em dezembro, visitou a Grã-Bretanha a pedido da sua primeira-ministra Margaret Thatcher; ela sabia que ele era um potencial reformador e queria conhecê-lo.  No final da visita, Thatcher disse: "Gosto do Sr. Gorbatchov. Podemos fazer negócios juntos".  Ele sentiu que a visita ajudou a corroer o domínio de Andrei Gromyko na política externa soviética e enviou um sinal ao governo dos Estados Unidos de que queria melhorar as relações soviético-americanas. 

## Líder da União Soviética (1985-1991)
Em 11 de março de 1985, Mikhail Gorbatchov foi eleito o sétimo Secretário-Geral do Partido Comunista da União Soviética pelo Politburo do PCUS após a morte de Konstantin Chernenko. 

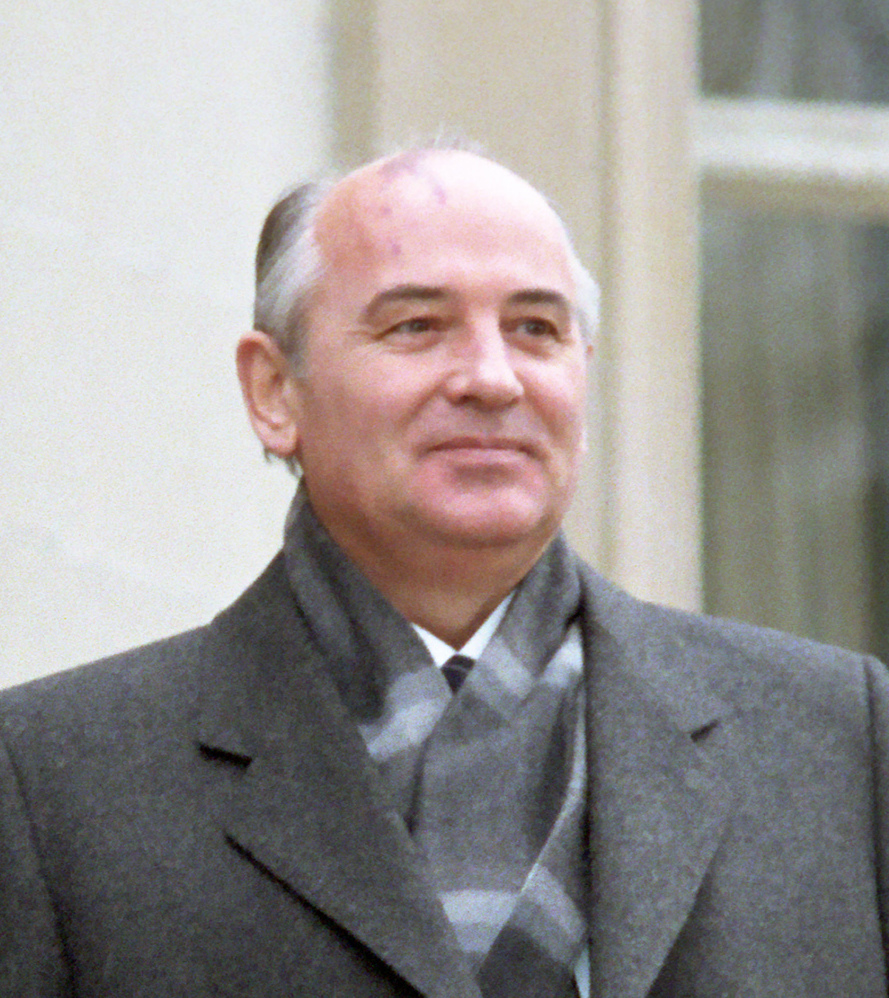
Gorbatchov em 1985 em uma cúpula em Genebra, Suíça

Embora Gorbatchov quisesse preservar a União Soviética e os ideais marxistas-leninistas, ele reconheceu a necessidade de reformas significativas. Ele decidiu retirar as tropas da Guerra Soviético-Afegã  e encontrou-se com o presidente dos Estados Unidos Ronald Reagan na Cúpula de Reykjavik para discutir a limitação da produção de armas nucleares e o fim da Guerra Fria. Ele também propôs um programa de três fases para abolir as armas nucleares do mundo até ao final do século XX. 
A nível interno, a sua política de glasnost (“abertura”) permitiu a melhoria da liberdade de expressão e da imprensa livre,  enquanto a sua perestroika (“reestruturação”) procurou descentralizar a tomada de decisões económicas para melhorar a sua eficiência.  Em última análise, os esforços de democratização de Gorbatchov e a formação do Congresso eleito dos Deputados do Povo minaram a supremacia que o PCUS tinha na governação soviética.  Quando vários países do Pacto de Varsóvia abandonaram a governança marxista-leninista em 1989, ele se recusou a intervir militarmente. O crescente sentimento nacionalista nas repúblicas constituintes ameaçou desmantelar a União Soviética, levando os radicais do Partido Comunista a lançar umgolpe mal sucedido contra Gorbatchov em agosto de 1991.

## Desintegração da URSS
Nas Revoluções de 1989, a maioria dos estados marxistas-leninistas da Europa Central e Oriental realizaram eleições multipartidárias que resultaram numa mudança de regime.  Na maioria dos países, como a Polônia e a Hungria, isto foi conseguido pacificamente, mas na Roménia, a revolução tornou-se violenta e levou à queda e execução de Ceaușescu.  Gorbatchov estava demasiado preocupado com os problemas internos para prestar muita atenção a estes acontecimentos.  Ele acreditava que as eleições democráticas não levariam os países da Europa Oriental a abandonar o seu compromisso com o socialismo.  Em 1989, ele visitou a Alemanha Oriental para o quadragésimo aniversário de sua fundação;  pouco depois, em novembro, o governo da Alemanha Oriental permitiu que seus cidadãos cruzassem o Muro de Berlim, uma decisão que Gorbatchov elogiou. Nos anos seguintes, grande parte da muralha foi demolida.  Nem Gorbatchov, nem Thatcher ou Mitterrand queriam uma reunificação rápida da Alemanha, cientes de que ela provavelmente se tornaria a potência europeia dominante. Gorbatchov queria um processo gradual de integração alemã, mas Kohl começou a apelar a uma rápida reunificação.  Com a reunificação alemã em 1990, muitos observadores declararam o fim da Guerra Fria. 

### 1990–1991: presidência da União Soviética

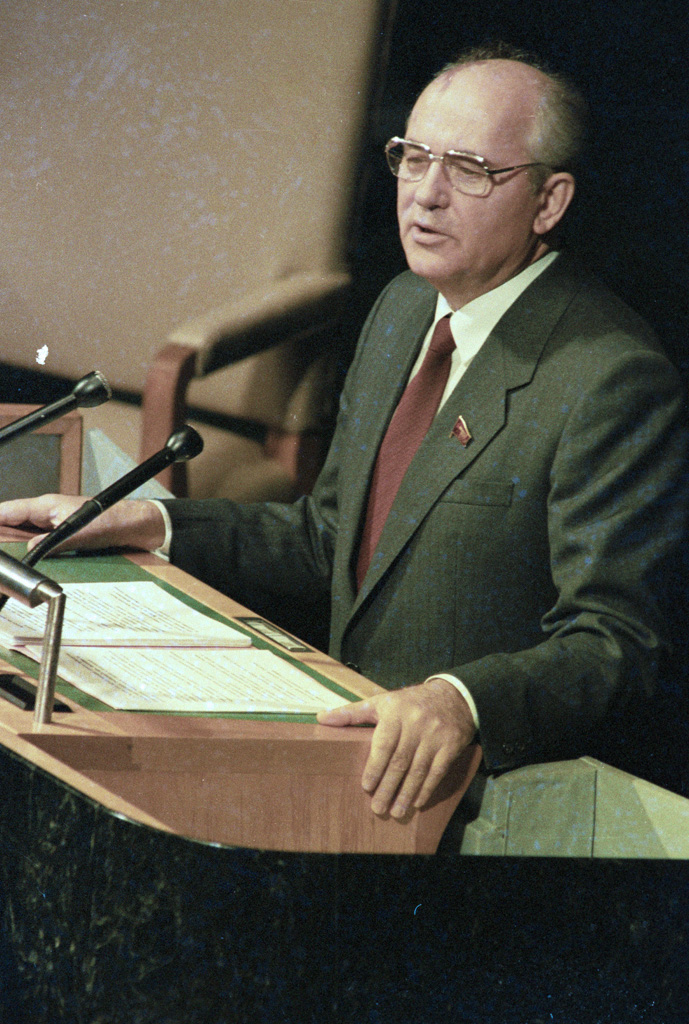
Gorbatchov discursando na Assembleia Geral das Nações Unidas em 1988. Durante o discurso, ele anunciou dramaticamente cortes unilaterais profundos nas forças militares soviéticas na Europa Oriental.

Em Fevereiro de 1990, tanto os liberalistas como os radicais marxistas-leninistas intensificaram os seus ataques a Gorbatchov.  Uma marcha liberalizante teve lugar em Moscou criticando o governo do Partido Comunista,  enquanto numa reunião do Comité Central, o linha-dura Vladimir Brovikov acusou Gorbatchov de reduzir o país à "anarquia" e à "ruína" e de procurar a aprovação ocidental à custa da União Soviética e da causa marxista-leninista.  Gorbatchov sabia que o Comité Central ainda o poderia afastar do cargo de secretário-geral e, por isso, decidiu reformular o papel de chefe de governo para uma presidência da qual não poderia ser removido.  Ele decidiu que a eleição presidencial deveria ser realizada pelo Congresso dos Deputados do Povo. Ele escolheu esta opção em vez do voto público porque pensou que este último aumentaria as tensões e temia que pudesse perdê-la;  uma sondagem da primavera de 1990, no entanto, ainda o mostrou como o político mais popular do país. 
Em março, o Congresso dos Deputados do Povo realizou a primeira (e única) eleição presidencial soviética, na qual Gorbatchov foi o único candidato. Ele obteve 1.329 votos a favor e 495 contra; 313 votos foram inválidos ou ausentes. Tornou-se, portanto, o primeiro (e único) presidente executivo da União Soviética.  Um novo Conselho Presidencial de 18 membros substituiu de facto o Politburo.  Na mesma reunião do Congresso, ele apresentou a ideia de revogar o Artigo 6 da Constituição Soviética, que havia ratificado o Partido Comunista como o "partido governante" da União Soviética. O Congresso aprovou a reforma, minando a natureza de jure do Estado de partido único. 
Nas eleições de 1990 para o Soviete Supremo Russo, o Partido Comunista enfrentou concorrentes de uma aliança de liberalizadores conhecida como " Rússia Democrática "; esta última obteve resultados particularmente bons nos centros urbanos.  Iéltsin foi eleito presidente do parlamento, algo que deixou Gorbatchov descontente.  Nesse ano, as sondagens de opinião mostraram que Ieltsin ultrapassou Gorbatchov como o político mais popular da União Soviética.  Gorbatchov esforçou-se por compreender a crescente popularidade de Iéltsin, comentando: “ele bebe como um peixe... ele é inarticulado, ele vem com o diabo sabe o quê, ele é como um disco gasto".  O Soviete Supremo Russo estava agora fora do controlo de Gorbatchov;  em junho de 1990, declarou que, na República Russa, as suas leis tinham precedência sobre as do governo central soviético.  Em meio ao crescimento do sentimento nacionalista russo, Gorbatchov permitiu relutantemente a formação de um Partido Comunista da República Socialista Federativa Soviética Russa como um ramo do maior Partido Comunista Soviético. Gorbatchov participou do seu primeiro congresso em junho, mas logo o viu dominado por radicais que se opunham à sua posição reformista. 

#### Reunificação alemã e a Guerra do Golfo
Em janeiro de 1990, Gorbatchov concordou privadamente em permitir a reunificação da Alemanha Oriental com a Alemanha Ocidental, mas rejeitou a ideia de que uma Alemanha unificada pudesse manter a adesão da Alemanha Ocidental à OTAN.  O seu compromisso de que a Alemanha poderia manter a adesão à OTAN e ao Pacto de Varsóvia não atraiu apoio.  Em 9 de fevereiro de 1990, em uma conversa telefônica com James Baker, então secretário de Estado dos EUA, ele disse que "uma ampliação da zona da OTAN não é aceitável", com o que Baker concordou. Os estudiosos estão intrigados com o motivo pelo qual Gorbatchov nunca apresentou uma promessa escrita. Em Maio de 1990, visitou os EUA para conversações com o Presidente Bush;  aí, concordou que uma Alemanha independente teria o direito de escolher as suas alianças internacionais.  Em última análise, ele concordou com a reunificação sob a condição de que as tropas da OTAN não fossem enviadas para o território da Alemanha Oriental.  Ainda há alguma confusão sobre se o secretário de Estado dos EUA, James Baker, levou Gorbatchov a acreditar que a OTAN não se expandiria para outros países da Europa Oriental. Não houve nenhuma promessa oral ou escrita dos EUA que dissesse isso explicitamente. Gorbatchov afirmou que tal promessa só lhe foi feita em relação à Alemanha Oriental e que ela foi cumprida. Em julho, Kohl visitou Moscou e Gorbatchov informou-o de que os soviéticos não se oporiam à integração da Alemanha reunificada na NATO.  A nível interno, os críticos de Gorbatchov acusaram-no de trair o interesse nacional;  de forma mais ampla, estavam zangados por Gorbatchov ter permitido que o Bloco de Leste se afastasse da influência soviética direta. 

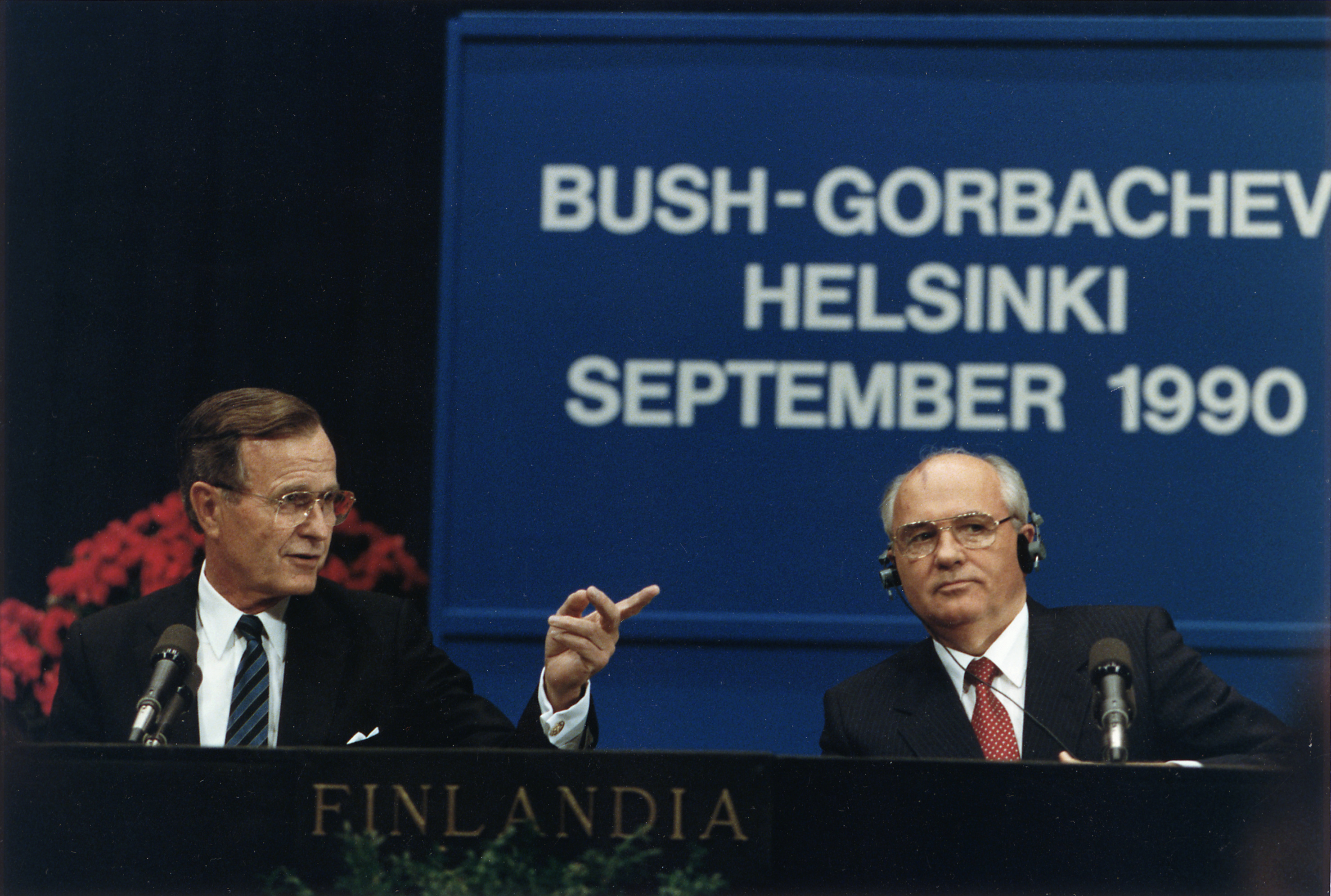
Em setembro de 1990, Gorbatchov reuniu-se repetidamente com o presidente dos EUA, George Bush (Sr.), na Cimeira de Helsínquia.

Em Agosto de 1990, o governo iraquiano de Saddam Hussein invadiu o Kuwait; Gorbatchov apoiou a condenação do presidente Bush. Isto provocou críticas de muitos no aparelho estatal soviético, que viam Hussein como um aliado fundamental no Golfo Pérsico e temiam pela segurança dos 9.000 cidadãos soviéticos no Iraque, embora Gorbatchov argumentasse que os iraquianos eram os agressores claros.  Em Novembro, os soviéticos aprovaram uma resolução da ONU que permitia o uso da força para expulsar o exército iraquiano do Kuwait.  Gorbatchov mais tarde chamou-lhe um "divisor de águas" na política mundial, "a primeira vez que as superpotências agiram juntas numa crise regional".  No entanto, quando os EUA anunciaram planos para uma invasão terrestre, Gorbatchov opôs-se, instando em vez disso a uma solução pacífica.  Em Outubro de 1990, Gorbatchov recebeu o Prêmio Nobel da Paz; sentiu-se lisonjeado, mas reconheceu "sentimentos mistos" sobre a distinção.  As sondagens indicaram que 90% dos cidadãos soviéticos desaprovavam o prémio, amplamente visto como um elogio anti-soviético. 
Com o défice orçamental soviético a aumentar e sem mercados monetários nacionais para fornecer empréstimos ao Estado, Gorbatchov procurou noutro lugar.  Ao longo de 1991, Gorbatchov solicitou empréstimos consideráveis aos países ocidentais e ao Japão, na esperança de manter a economia soviética à tona e garantir o sucesso da perestroika.  Embora a União Soviética tivesse sido excluída do G7, Gorbatchov garantiu um convite para a sua cimeira em Londres, em julho de 1991.  Aí, ele continuou a pedir assistência financeira; Mitterrand e Kohl apoiaram-no,  enquanto Thatcher — já não no cargo — instou os líderes ocidentais a concordarem.  A maioria dos membros do G7 mostrou-se relutante, oferecendo em vez disso assistência técnica e propondo que os soviéticos recebessem o estatuto de "associado especial" - em vez de membros de pleno direito - do Banco Mundial e do Fundo Monetário Internacional.  Gorbatchov ficou frustrado porque os EUA gastariam US$ 100 milhões na Guerra do Golfo, mas não ofereceu empréstimos ao seu país.  Outros países foram mais comunicativos; a Alemanha Ocidental deu aos soviéticos 60 bilhões de marcos alemães até meados de 1991.  Bush visitou Moscou no final de julho, quando ele e Gorbatchov concluíram dez anos de negociações com a assinatura do tratado START I, um acordo bilateral sobre a redução e limitação de armas ofensivas estratégicas. 

#### Golpe de agosto e crises governamentais
No 28º Congresso do Partido Comunista, em julho de 1990, os linha-dura criticaram os reformistas, mas Gorbatchov foi reeleito líder do partido.  Buscando um acordo com os liberalizadores, Gorbatchov reuniu uma equipe formada por ele e pelos conselheiros de Iéltsin para elaborar um pacote de reforma econômica: o resultado foi o programa " 500 Dias". Isto exigiu uma maior descentralização e alguma privatização.  Em Setembro, Iéltsin apresentou o plano ao Soviete Supremo Russo, que o apoiou.  Muitos no Partido Comunista e no aparelho estatal alertaram contra isso, e foi abandonado.

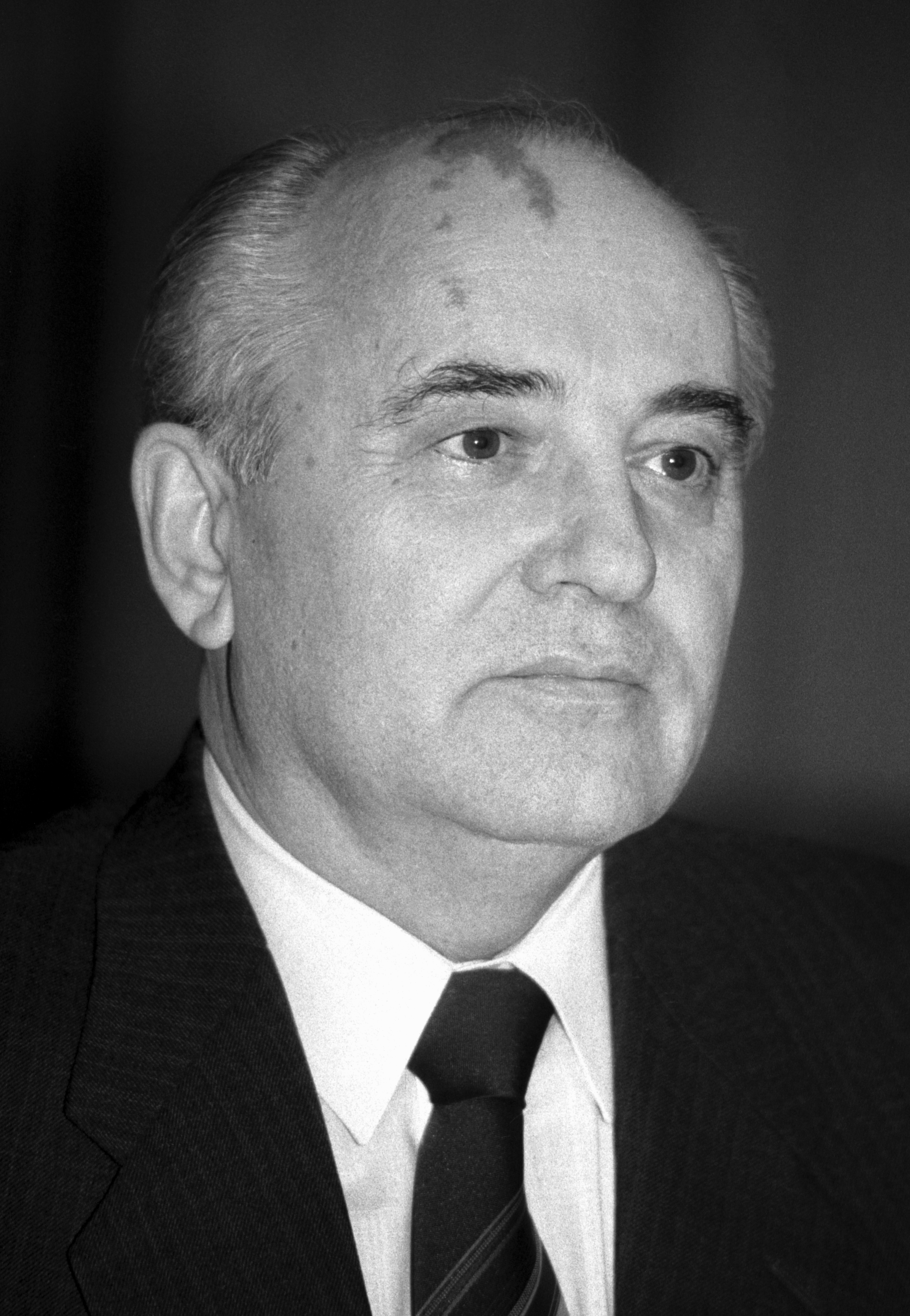
Gorbatchov em outubro de 1991

Em meados de Novembro de 1990, grande parte da imprensa pedia a demissão de Gorbatchov e previa uma guerra civil.  Em novembro, anunciou um programa de oito pontos com reformas governamentais, entre elas a abolição do conselho presidencial.  Nessa altura, Gorbatchov estava isolado de muitos dos seus antigos aliados e assessores próximos.  Yakovlev tinha saído do seu círculo íntimo e Shevardnadze tinha-se demitido. 
Em meio à crescente dissidência nos países bálticos, em janeiro de 1991, Gorbatchov exigiu que o Conselho Supremo da Lituânia revogasse as suas reformas pró-independência.  As tropas soviéticas ocuparam edifícios em Vilnius e atacaram manifestantes, 15 dos quais foram mortos.  Um referendo sobre a questão trouxe 76,4% a favor da continuação da federação; as seis repúblicas rebeldes não participaram.  Foram realizadas negociações para decidir qual seria a forma da nova constituição; estava prevista a sua assinatura em agosto. 

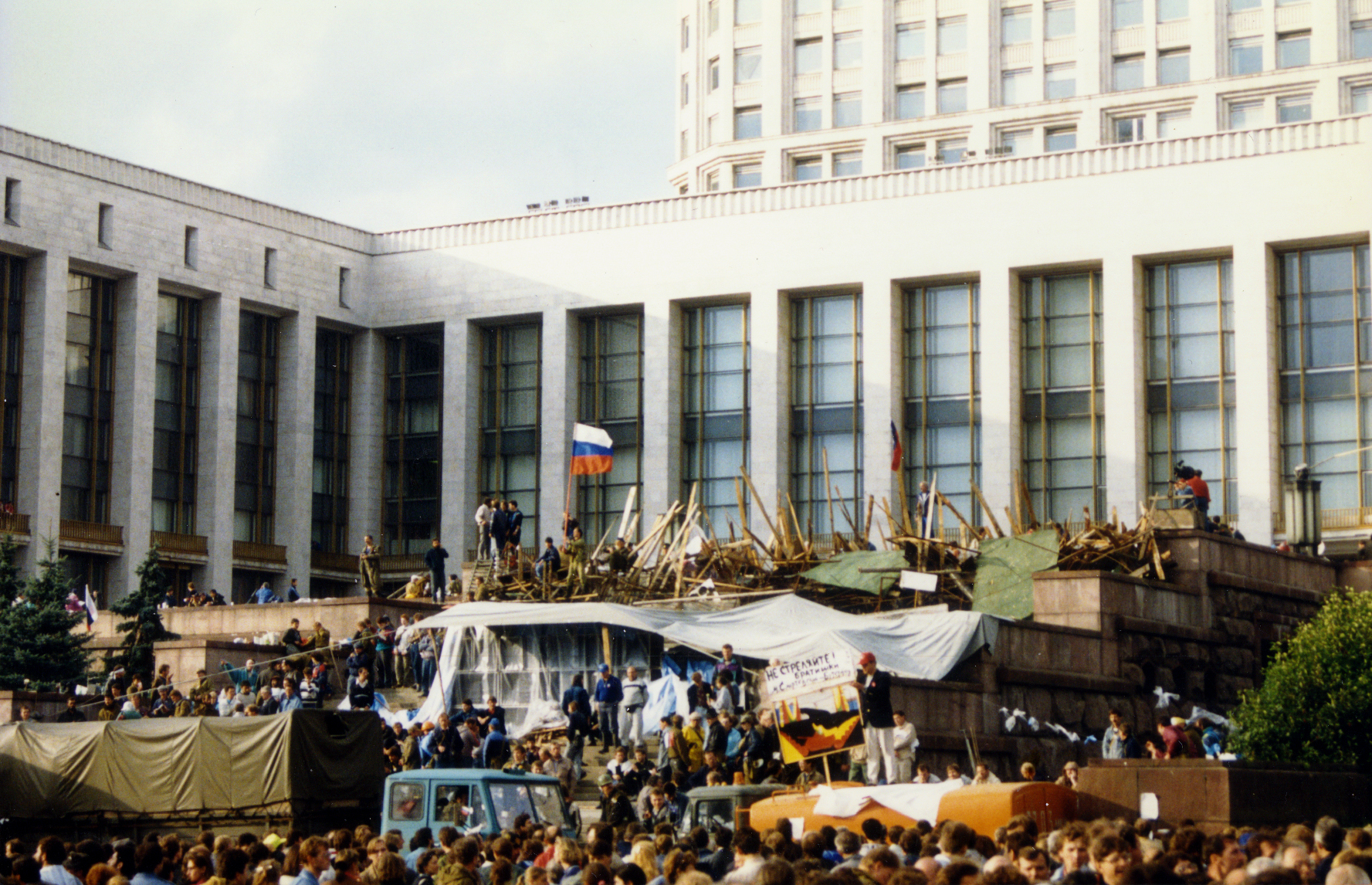
Dezenas de milhares de manifestantes anti-golpe cercam a Casa Branca, Moscou

Em agosto, Gorbatchov passou férias em sua dacha em Foros, na Crimeia.  Duas semanas após as suas férias, um grupo de figuras importantes do Partido Comunista - a "Camarilha dos Oito" - lançou um golpe de estado.  Os líderes do golpe exigiram que Gorbatchov declarasse o estado de emergência, mas ele recusou.  Ele foi mantido em prisão domiciliar na dacha.  Os golpistas anunciaram publicamente que Gorbatchov estava doente e que, portanto, o vice-presidente Yanayev tomaria conta do país. 
Iéltsin entrou na Casa Branca de Moscou. Os manifestantes impediram que as tropas invadissem o edifício para o prender.  Em frente à Casa Branca, Iéltsin, no topo de um tanque, fez um discurso memorável condenando o golpe. Os líderes do golpe perceberam que não tinham apoio suficiente e encerraram seus esforços.  Gorbatchov retornou a Moscou e agradeceu a Iéltsin.  Dois dias depois, ele renunciou ao cargo de secretário-geral. 

### Últimos dias e colapso
Após o golpe, o Soviete Supremo suspendeu indefinidamente todas as atividades do Partido Comunista, pondo fim efetivamente ao regime comunista na União Soviética.

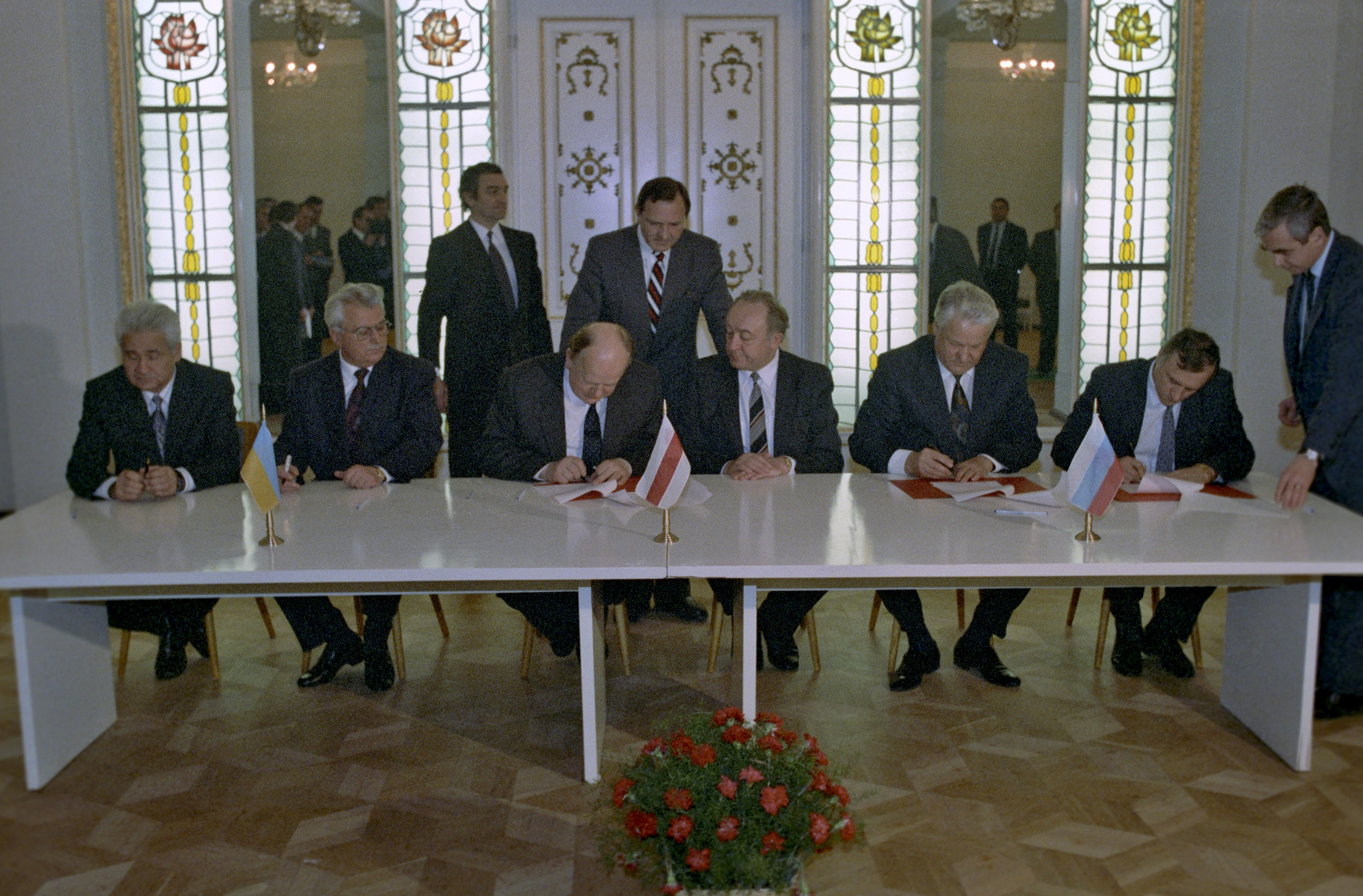
Líderes das Repúblicas Soviéticas assinam os Acordos de Belovezha, que eliminaram a URSS e estabeleceram a Comunidade de Estados Independentes, 1991

Em 30 de outubro, Gorbatchov participou de uma conferência em Madri tentando reavivar o processo de paz israelense-palestino. O evento foi co-patrocinado pelos EUA e pela União Soviética. Lá, ele se encontrou novamente com Bush.  No caminho para casa, ele viajou para a França, onde ficou com Mitterrand na casa deste último, perto de Bayonne. 
Para manter a unidade, Gorbatchov continuou a planear um tratado de união, mas encontrou oposição à continuação de um estado federal, uma vez que os líderes de várias repúblicas soviéticas cederam à pressão nacionalista.  Iéltsin declarou que vetaria qualquer ideia de um estado unificado, favorecendo em vez disso uma confederação com pouca autoridade central.  Apenas os líderes do Cazaquistão e do Quirguistão apoiaram a abordagem de Gorbatchov.  O referendo na Ucrânia, em 1 de dezembro, com uma participação de 90% a favor da secessão da União, foi um golpe fatal; Gorbatchov esperava que os ucranianos rejeitassem a independência. 

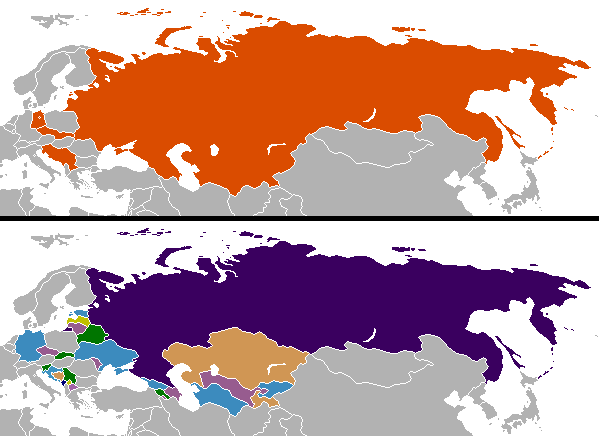
Mudanças nas fronteiras nacionais após o fim da Guerra Fria e a dissolução da União Soviética em 1991

Sem o conhecimento de Gorbatchov, Iéltsin se encontrou com o presidente ucraniano Leonid Kravchuk e o presidente bielorrusso Stanislav Shushkevich na Floresta de Belovezha, perto de Brest, Bielorrússia, em 8 de dezembro e assinou os Acordos de Belavezha, que declararam que a União Soviética havia deixado de existir e formado a Comunidade de Estados Independentes (CEI) como sua sucessora.  Gorbatchov só soube deste desenvolvimento quando Shushkevich lhe telefonou; Gorbatchov ficou furioso.  Ele procurou desesperadamente uma oportunidade para preservar a União Soviética, esperando que a comunicação social e a intelectualidade se manifestassem contra a sua dissolução.  Os Sovietes Supremos ucraniano, bielorrusso e russo ratificaram então a criação da CEI.  Em 9 de Dezembro, Gorbatchov emitiu uma declaração classificando o acordo com a CEI como "ilegal e perigoso".  Em 20 de dezembro, os líderes de 11 das 12 repúblicas restantes — todas exceto a Geórgia — se reuniram no Cazaquistão e assinaram o Protocolo de Alma-Ata, concordando em desmantelar a União Soviética e estabelecer formalmente a CEI. Eles aceitaram provisoriamente a renúncia de Gorbatchov como presidente do que restava da União Soviética. Aceitando o facto consumado, Gorbatchov disse que se demitiria assim que visse que a CEI era uma realidade.  
Gorbatchov chegou a um acordo com Iéltsin que exigia que Gorbatchov anunciasse sua renúncia como presidente soviético e comandante-em-chefe em 25 de dezembro, desocupando o Kremlin em 29 de dezembro.  Yakovlev, Chernyaev e Shevardnadze juntaram-se a Gorbatchov para ajudá-lo a escrever um discurso de demissão.  Gorbatchov fez seu discurso no Kremlin diante das câmeras de televisão, para transmissão internacional.  Nele, ele anunciou: "Por meio deste, encerro minhas atividades no cargo de Presidente da União das Repúblicas Socialistas Soviéticas". Ele lamentou a dissolução da União Soviética, mas citou o que considerou as conquistas de sua administração: liberdade política e religiosa, o fim do totalitarismo, a introdução da democracia e de uma economia de mercado e o fim da corrida armamentista e da Guerra Fria.  Gorbatchov foi o terceiro dos oito líderes soviéticos, depois de Malenkov e Khrushchov, a não morrer no cargo.   No dia seguinte, 26 de dezembro, o Soviete das Repúblicas, a câmara alta do Soviete Supremo da União Soviética, votou para que o país deixasse de existir. A partir de 31 de dezembro de 1991, todas as instituições soviéticas que não tinham sido assumidas pela Rússia deixaram de funcionar. 

## Vida pós-URSS

### 1991–1999: Anos iniciais

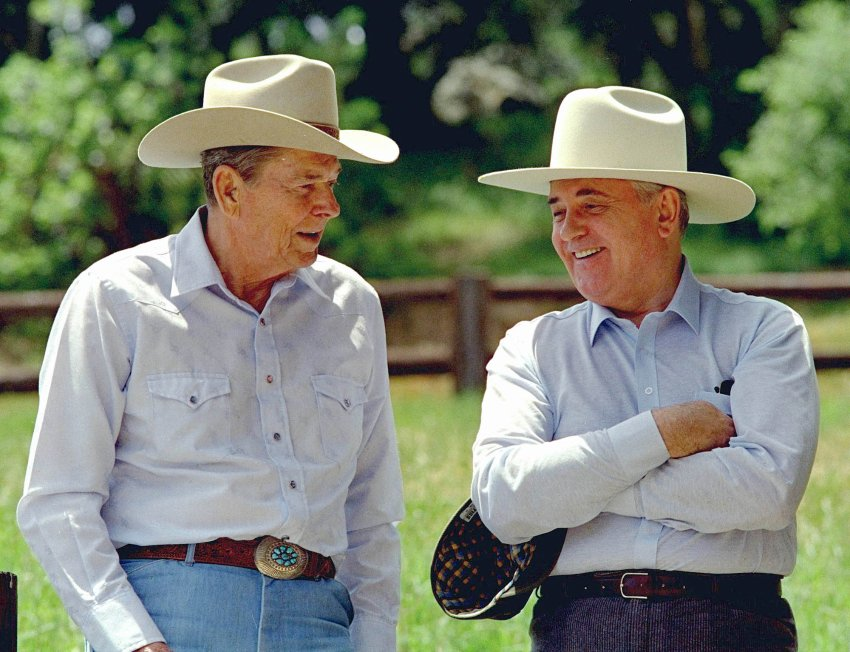
Gorbatchov visitando Reagan, no Rancho del Cielo em 1992

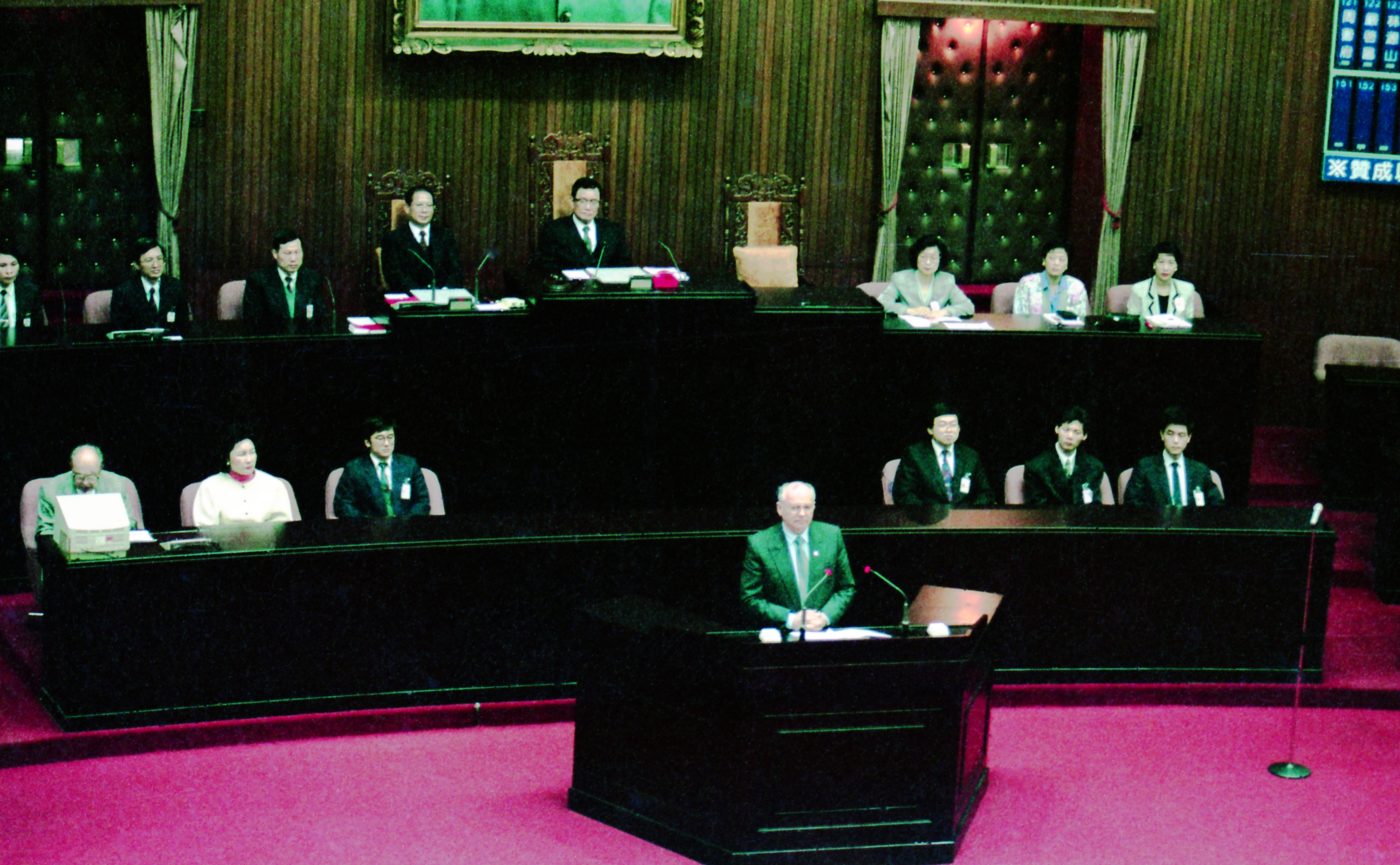
Gorbatchov discursando no Yuan Legislativo em Taiwan, 1994

Fora do cargo, ele e Raíssa viveram inicialmente em sua dacha dilapidada na Rublevskoe Shosse e foram autorizados a privatizar seu apartamento menor na Rua Kosygin.  Ele se concentrou em estabelecer sua fundação, lançada em março de 1992;  Yakovlev e Revenko foram seus primeiros vice-presidentes.  Suas tarefas iniciais eram analisar e publicar material sobre a história da perestroika e defender a política. A fundação encarregou-se de monitorizar e criticar a vida na Rússia pós-soviética, apresentando formas de desenvolvimento alternativas às de Iéltsin. 
Para financiar a sua fundação, Gorbatchov começou a dar palestras internacionalmente, cobrando taxas elevadas.  Em uma visita ao Japão, ele recebeu vários títulos honorários.  Em 1992, ele viajou pelos EUA em um jato particular da Forbes para arrecadar dinheiro para sua fundação, encontrando-se com os Reagans para uma visita social.  De lá, foi para a Espanha, onde se encontrou com seu amigo, o primeiro-ministro Felipe González.  Ele também visitou Israel e a Alemanha, onde foi recebido calorosamente por seu papel na facilitação da reunificação alemã.  Para complementar as suas propinas e as vendas de livros, Gorbatchov apareceu em anúncios televisivos e em anúncios fotográficos, o que lhe permitiu manter a fundação à tona.   Com a ajuda da esposa, ele trabalhou em suas memórias, que foram publicadas em russo em 1995 e em inglês no ano seguinte.  Ele começou a escrever uma coluna mensal para o The New York Times. 

Em 1993, Gorbatchov lançou a Green Cross International, que se concentrava em encorajar futuros sustentáveis, e depois o Fórum Político Mundial.  Em 1995, ele iniciou a Cúpula Mundial dos Laureados do Prêmio Nobel da Paz.
Gorbatchov e Iéltsin retomaram rapidamente as suas críticas mútuas,  por exemplo quando Iéltsin levantou os limites de preços e mergulhou muitos russos na pobreza.  Em 1995, a sua fundação realizou uma conferência sobre "A Intelligentsia e a Perestroika", propondo à Duma uma lei que reduziria muitos dos poderes presidenciais estabelecidos pela constituição de Iéltsin de 1993. 

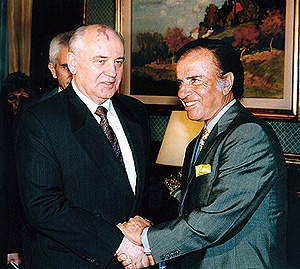
Gorbatchov com o presidente argentino Carlos Menem em 1999

Em contraste com as atividades políticas do marido, Raíssa concentrou-se em fazer campanha para instituições de caridade para crianças.  Em 1997, ela fundou uma subdivisão da Fundação Gorbatchov conhecida como Clube de Raíssa Maksimovna para melhorar o bem-estar das mulheres na Rússia.  A Fundação foi inicialmente instalada no antigo edifício do Instituto de Ciências Sociais, mas Iéltsin introduziu limites ao número de salas que poderia utilizar;  o filantropo americano Ted Turner doou mais de 1 milhão de dólares para permitir que a fundação construísse novas instalações na Leningradsky Prospekt.  Em 1999, Gorbatchov visitou a Austrália e fez um discurso no parlamento do país.  Pouco depois, em julho, Raíssa foi diagnosticada com leucemia. Com a ajuda do chanceler alemão Gerhard Schröder, ela foi transferida para um centro de câncer em Münster, Alemanha, e passou por quimioterapia.  Ela morreu em setembro,  e a filha de Gorbatchov, Irina, e suas duas netas se mudaram para sua casa em Moscou para viver com ele. 

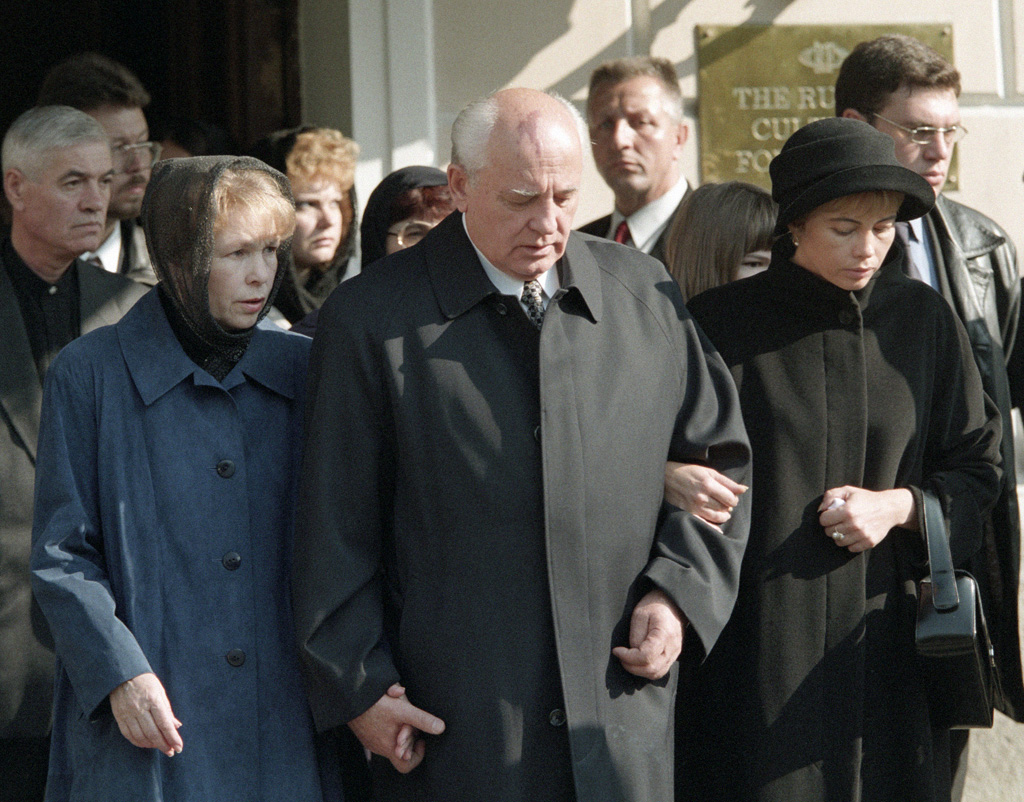
Gorbatchov, a filha Irina e a irmã de sua esposa Lyudmila no funeral de Raíssa, 1999

#### Campanha presidencial de 1996
As eleições presidenciais russas estavam marcadas para junho de 1996 e, embora tenha sido instado a não concorrer, Gorbatchov decidiu fazê-lo.  Ele nunca esperou vencer completamente, mas pensou que um bloco centrista poderia ser formado em torno dele ou de um dos outros candidatos com visões semelhantes, como Grigory Yavlinsky, Svyatoslav Fyodorov ou Alexander Lebed.  Depois de garantir o milhão de assinaturas necessárias para a nomeação, anunciou a sua candidatura em Março.  Ao lançar sua campanha, ele viajou pela Rússia fazendo comícios em vinte cidades.  Ele enfrentou repetidamente manifestantes anti-Gorbatchov, enquanto alguns funcionários locais pró-Iéltsin tentaram dificultar a sua campanha, proibindo a comunicação social local de a cobrir ou recusando-lhe o acesso aos locais.  Na eleição, Gorbatchov ficou em sétimo lugar com aproximadamente 386.000 votos, ou cerca de 0,5% do total.  Iéltsin e Zyuganov passaram para a segunda volta, onde o primeiro saiu vitorioso. 

### 1999–2008: Promoção da social-democracia na Rússia de Putin

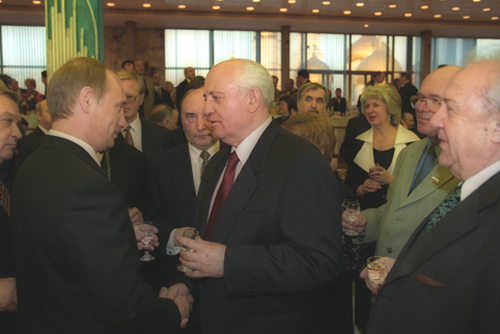
Gorbatchov compareceu à posse de Vladimir Putin em maio de 2000

Em dezembro de 1999, Iéltsin renunciou e foi sucedido por seu vice, Vladimir Putin, que venceu as eleições presidenciais de março de 2000.  Gorbatchov inicialmente acolheu com agrado a ascensão de Putin, vendo-o como uma figura anti-Iéltsin.  Embora se tenha manifestado contra algumas das acções do governo Putin, Gorbatchov elogiou o novo governo em 2002.  Na época, ele acreditava que Putin era um democrata comprometido que, no entanto, teve que usar "uma certa dose de autoritarismo" para estabilizar a economia e reconstruir o estado após a era Iéltsin.  A pedido de Putin, Gorbatchov tornou-se copresidente do projeto “Diálogo de Petersburgo” entre altos funcionários russos e alemães. 
Em 2000, Gorbatchov ajudou a formar o Partido Social-Democrata Unido Russo.  Em junho de 2002, ele participou de uma reunião com Putin, que elogiou o empreendimento.  Em 2003, o partido de Gorbatchov fundiu-se com o Partido Social-Democrata para formar o Partido Social-Democrata da Rússia,  mas não conseguiu ganhar força com os eleitores.  Gorbatchov renunciou à liderança do partido em maio de 2004, após a campanha eleitoral de 2003. O partido foi banido em 2007 pelo Supremo Tribunal da Federação Russa devido à sua incapacidade de estabelecer escritórios locais com pelo menos 500 membros na maioria das regiões russas. Mais tarde nesse ano, Gorbatchov fundou um novo movimento, a União dos Social-Democratas, declarando que não disputaria as próximas eleições.
Gorbatchov criticou a hostilidade dos EUA para com Putin, argumentando que o governo dos EUA "não quer que a Rússia volte a ascender" como uma potência global, mas sim que quer ser "a única superpotência".  Gorbatchov criticou a política dos EUA após a Guerra Fria, argumentando que o Ocidente tentou "transformar [a Rússia] numa espécie de região atrasada".  Ele rejeitou a afirmação de Bush de que os EUA tinham "vencido" a Guerra Fria, argumentando que ambos os lados tinham cooperado para pôr fim ao conflito.  Ele criticou a forma como os EUA quebraram a sua palavra e expandiram a NATO até às fronteiras da Rússia.   Ele manifestou-se contra o bombardeamento da Iugoslávia pela OTAN em 1999, por não ter o apoio da ONU, e contra a invasão do Iraque em 2003, liderada pelos EUA. 

### 2008–2022: Críticas crescentes a Putin
Em Setembro de 2008, Gorbatchov e o oligarca empresarial Alexander Lebedev anunciaram que formariam o Partido Democrático Independente da Rússia. Após a eclosão da Guerra Russo-Georgiana, Gorbatchov manifestou-se contra o apoio dos EUA ao presidente georgiano Mikheil Saakashvili. Gorbatchov, no entanto, permaneceu crítico do governo russo. 

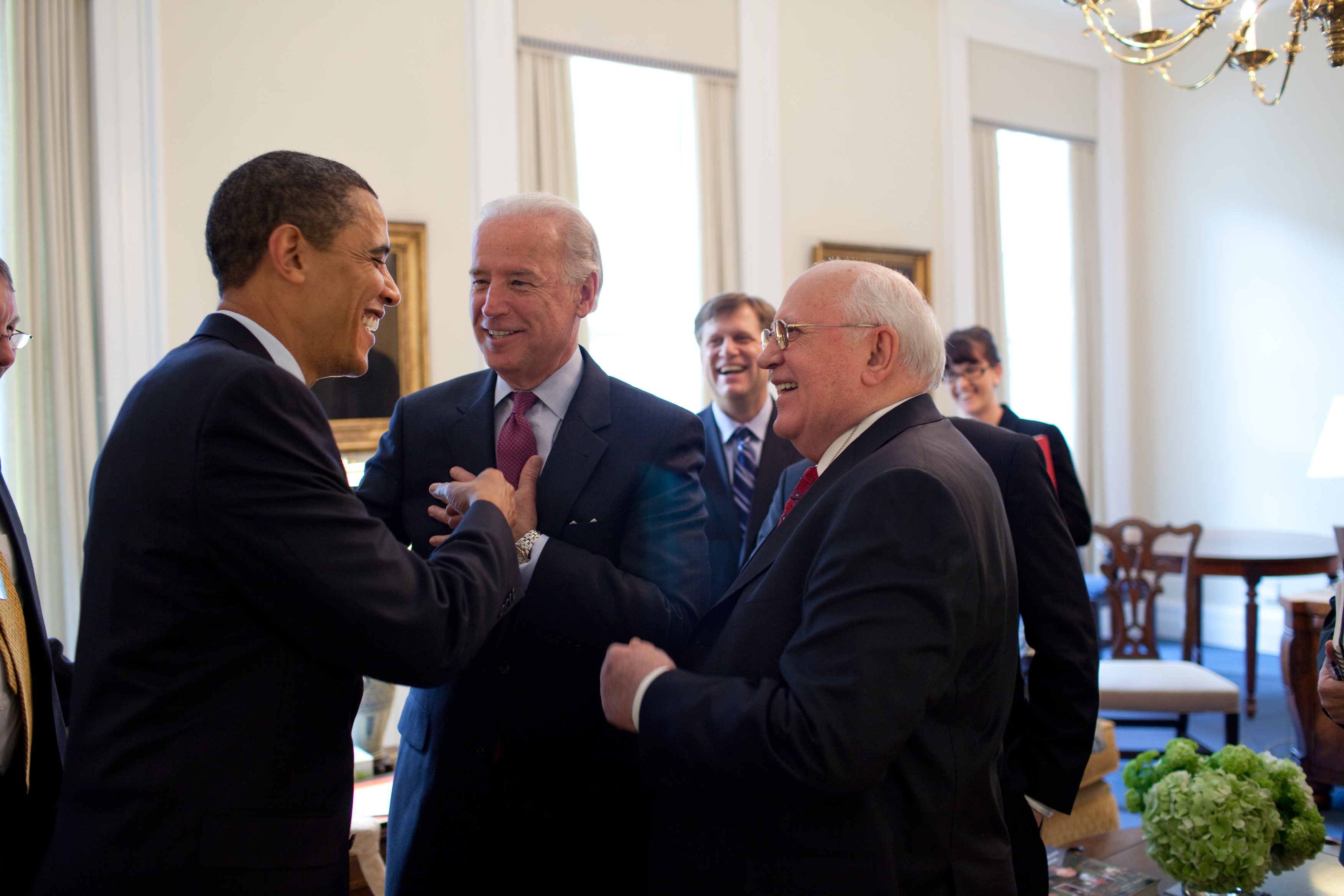
Gorbatchov (à direita) sendo apresentado ao presidente dos EUA, Barack Obama, pelo vice-presidente dos EUA, Joe Biden, em março de 2009. O embaixador dos EUA na Rússia, Michael McFaul, é fotografado ao fundo.

Em 2009, ele se encontrou com o presidente dos EUA, Barack Obama, para "reiniciar" as tensas relações entre os EUA e a Rússia. Em 2011, Medvedev concedeu-lhe a Ordem de Santo André, o Apóstolo, o Primeiro Chamado. 
Gorbatchov opôs-se à decisão de Putin de concorrer à presidência nas eleições de 2012.  
Em 2014, ele defendeu o referendo sobre o estatuto da Crimeia e a anexação da Crimeia pela Rússia, que deu início à Guerra Russo-Ucraniana.  Ele manifestou-se contra as sanções impostas à Rússia em consequência da anexação.

A Rússia só pode prosperar por meio da democracia. A Rússia está pronta para a competição política, um verdadeiro sistema multipartidário, eleições justas e rotação regular do governo. Isso deve definir o papel e a responsabilidade do presidente.

– Gorbachev, 2017
Num evento realizado em 2014 para assinalar os 25 anos da queda do Muro de Berlim, Gorbatchov alertou que a guerra em curso no Donbas tinha levado o mundo à beira de uma nova Guerra Fria e acusou os EUA de adoptarem uma atitude de "triunfalismo" em relação à Rússia. Em 2016, ele disse que "os políticos que pensam que os problemas e as disputas podem ser resolvidos através do uso da força militar... devem ser rejeitados pela sociedade, devem sair do palco político." Em junho de 2018, ele saudou a cúpula Rússia-Estados Unidos em Helsínquia entre Putin e o presidente dos EUA, Donald Trump. Após o ataque ao Capitólio dos Estados Unidos em 6 de janeiro, Gorbatchov declarou: "A tomada do capitólio foi claramente planejada com antecedência e é óbvio por quem."
Em julho de 2022, o amigo próximo de Gorbatchov, o jornalista Alexei Venediktov, disse que Gorbatchov ficou muito chateado quando descobriu que Putin havia lançado uma invasão à Ucrânia. Segundo Venediktov, Gorbatchov acreditava que Putin "destruiu o trabalho da sua vida", e também apela a "uma rápida cessação das hostilidades e ao início imediato das negociações de paz".

## Ideologia política
No início da década de 1950, Gorbatchov era convencionalmente stalinista.  Em meados da década de 1980, quando Gorbatchov assumiu o poder, ele argumentou que o Partido Comunista tinha de se adaptar e envolver no pensamento criativo, tal como Lenin tinha anteriormente interpretado e adaptado criativamente os escritos de Karl Marx e Friedrich Engels à situação da Rússia do início do século XX.  Contudo, as mudanças propostas por Gorbatchov enquadravam-se perfeitamente na ideologia marxista-leninista.  A perspectiva política de Gorbatchov foi moldada pelos 23 anos em que serviu como dirigente do partido em Stavropol.  A Perestroika era mais difícil de definir e o seu significado mudou com o tempo.  Originalmente significava “reforma radical do sistema econômico e político”.  Mais tarde, Gorbatchov começou a considerar mecanismos de mercado e cooperativas.  Gorbatchov, no entanto, permaneceu um crente no socialismo, embora não no sistema soviético propriamente dito.  Durante a década de 1980, o seu pensamento mudou radicalmente,  a ponto de, em 1989 ou 1990, ele ser efectivamente um social-democrata. 

## Vida pessoal

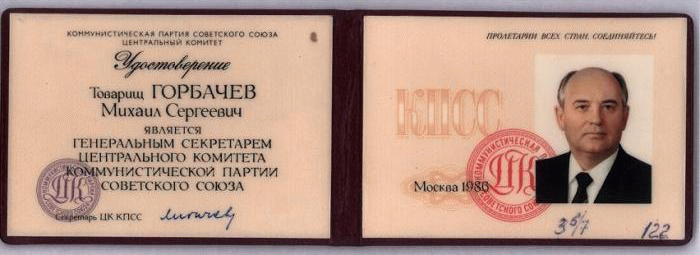
O retrato oficial soviético de Gorbatchov. Muitas fotografias oficiais e representações visuais de Gorbatchov removeram a marca de nascença de sua cabeça.

Gorbatchov falava com sotaque do sul da Rússia,  e cantava canções folclóricas e pop.  Ao longo de sua vida, ele tentou se vestir de maneira elegante.  Tendo aversão a bebidas alcoólicas fortes,  ele bebia com moderação e não fumava.  Ele protegia sua vida privada  e estimava sua esposa e família.  Ele enviou a sua filha, a sua única filha, para uma escola local em Stavropol, em vez de uma para os filhos das elites do partido.  Ao contrário de muitos dos seus contemporâneos na administração soviética, ele tratava as mulheres com respeito. 
Gorbatchov foi batizado como ortodoxo russo; seus avós eram cristãos praticantes.  Em 2008, após visitar o túmulo de São Francisco de Assis, ele esclareceu que era ateu. Gorbatchov considerava-se um intelectual;  Doder e Branson pensavam que "o seu intelectualismo era ligeiramente autoconsciente",  observando que, ao contrário da maioria da intelectualidade russa, Gorbatchov não estava intimamente ligado "ao mundo da ciência, da cultura, das artes ou da educação".  Quando vivia em Stavropol, ele e sua esposa colecionaram centenas de livros.  Entre seus autores favoritos estavam Arthur Miller, Dostoiévski e Chinghiz Aitmatov, enquanto ele também gostava de ler ficção policial.  Ele gostava de fazer caminhadas,  tinha uma paixão por ambientes naturais,  e também era fã de futebol.  Ele preferia pequenas reuniões onde os presentes discutiam temas como arte e filosofia, em vez das grandes festas regadas a álcool, comuns entre os funcionários soviéticos. 

## Morte
Gorbatchov morreu no Hospital Clínico Central de Moscou em 30 de agosto de 2022, aos 91 anos. Ele morreu após uma "doença grave e prolongada". Ele sofria de diabetes grave e passou por várias cirurgias e internações hospitalares. Ele também foi hospitalizado no Hospital Clínico Central em 9 de outubro de 2014.

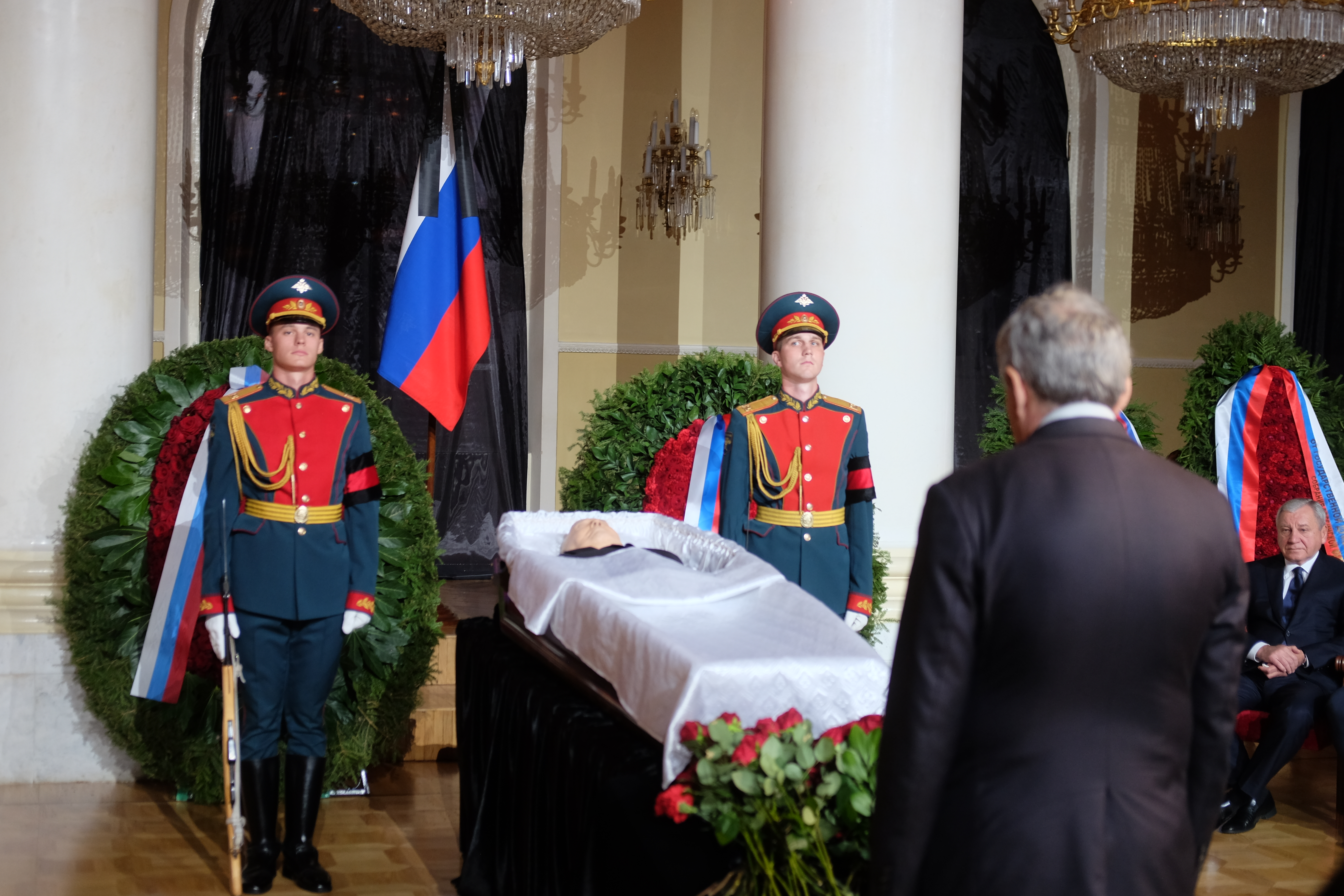
Cadáver de Gorbatchov na Casa dos Sindicatos

Seu funeral foi realizado em 3 de setembro de 2022 no Salão das Colunas da Casa dos Sindicatos. A cerimônia incluiu uma guarda de honra, mas não foi um funeral de estado. O serviço incluía ritos administrados por um padre ortodoxo russo. Ele está enterrado no Cemitério Novodevichy de Moscou, no mesmo túmulo de sua esposa Raíssa, conforme solicitado em seu testamento.

## Recepção e legado
As opiniões sobre Gorbatchov estão profundamente divididas.  De acordo com um inquérito realizado em 2017 pelo instituto independente Levada Center, 46% dos cidadãos russos têm uma opinião negativa em relação a Gorbatchov, 30% são indiferentes, enquanto apenas 15% têm uma opinião positiva. Muitos, especialmente nos países ocidentais, consideram-no o maior estadista da segunda metade do século XX.  A imprensa norte-americana referiu-se à presença da "Gorbymania" nos países ocidentais durante o final da década de 1980 e início da década de 1990, representada por grandes multidões que compareciam para saudar as suas visitas,  com a Time a nomeá-lo o "Homem da Década" na década de 1980.  Na própria União Soviética, as sondagens de opinião indicaram que Gorbatchov foi o político mais popular entre 1985 e o final de 1989.  Os seus apoiantes nacionais viam-no como um reformador que tentava modernizar a União Soviética,  e construir o socialismo democrático.  Taubman caracterizou Gorbatchov como "um visionário que mudou o seu país e o mundo — embora nenhum deles tanto quanto desejava".  Taubman considerou Gorbatchov como sendo "excepcional ... como um governante russo e um estadista mundial", destacando que ele evitou a "norma tradicional, autoritária e antiocidental" de seus predecessores como Brezhnev e sucessores como Putin.  McCauley pensou que ao permitir que a União Soviética se afastasse do marxismo-leninismo, Gorbatchov deu ao povo soviético "algo precioso, o direito de pensar e gerir as suas vidas por si próprio", com inevitáveis incertezas e riscos.  O ministro dos Negócios Estrangeiros da Lituânia, Gabrielius Landsbergis, afirmou que os lituanos não glorificariam Gorbatchov nem esqueceriam os acontecimentos de Janeiro de 1991.

Gorbatchov conseguiu destruir o que restava do totalitarismo na União Soviética; trouxe liberdade de expressão, de reunião e de consciência a pessoas que nunca as conheceram, exceto talvez por alguns meses caóticos em 1917. Ao introduzir eleições livres e criar instituições parlamentares, lançou as bases para a democracia. É mais por culpa da matéria-prima com que trabalhou do que de suas próprias deficiências e erros reais que a democracia russa levará muito mais tempo para ser construída do que ele imaginava.

— O biógrafo de Gorbatchov, William Taubman, 2017
As negociações de Gorbatchov com os EUA ajudaram a pôr fim à Guerra Fria e reduziram a ameaça de conflito nuclear.  A sua decisão de permitir a desintegração do Bloco de Leste impediu um derramamento de sangue significativo na Europa Central e Oriental; como Taubman observou, isto significou que o "Império Soviético" terminou de uma forma muito mais pacífica do que o Império Britânico várias décadas antes.  Da mesma forma, sob Gorbatchov, a União Soviética desintegrou-se sem cair numa guerra civil, como aconteceu durante a dissolução da Iugoslávia na mesma altura.  McCauley observou que, ao facilitar a fusão da Alemanha Oriental e Ocidental, Gorbatchov foi "um co-pai da unificação alemã", garantindo-lhe popularidade a longo prazo entre o povo alemão.  No entanto, ele continua sendo uma figura controversa em antigos países ocupados e administrados pelos soviéticos, como os Estados Bálticos, Ucrânia, Geórgia, Cazaquistão, Azerbaijão e Polônia, após violentas repressões contra as populações locais que buscavam a independência. Os moradores locais declararam que consideram a veneração ocidental do homem uma injustiça e disseram que não entendem seu legado positivo no Ocidente, com um grupo de lituanos tendo movido uma ação legal contra ele.
Ele enfrentou críticas internas durante seu governo. Ele atraiu a admiração de alguns colegas, mas outros passaram a odiá-lo.  Em toda a sociedade, a sua incapacidade de reverter o declínio da economia soviética trouxe descontentamento.  Os liberais pensavam que lhe faltava o radicalismo necessário para romper com o marxismo-leninismo e estabelecer uma democracia liberal de mercado livre.  Por outro lado, muitos dos seus críticos do Partido Comunista consideraram que as suas reformas eram imprudentes e ameaçavam a sobrevivência do socialismo soviético;  alguns acreditavam que ele deveria ter seguido o exemplo do Partido Comunista da China e restringido-se a reformas económicas em vez de governamentais.  Muitos russos viram a sua ênfase na persuasão em vez da força como um sinal de fraqueza. 
A nomenklatura do Partido Comunista considerou a dissolução da União Soviética como desastrosa, pois resultou na perda de poder.  Na Rússia, ele é amplamente desprezado pelo seu papel no colapso da União Soviética e no consequente colapso econômico na década de 1990.  O general Varennikov, um dos que orquestraram a tentativa de golpe de 1991 contra Gorbatchov, por exemplo, chamou-o de "renegado e traidor do seu próprio povo".  Os seus críticos atacaram-no por permitir a queda dos governos marxistas-leninistas em toda a Europa de Leste,  e por permitir que uma Alemanha reunificada se juntasse à OTAN, algo que consideram contrário ao interesse nacional da Rússia.  O líder do Partido Comunista, Gennady Zyuganov, afirmou que Gorbatchov foi um líder cujo governo trouxe “tristeza absoluta, infortúnio e problemas” para “todos os povos do nosso país”.
O historiador Mark Galeotti enfatizou a conexão entre Gorbatchov e seu antecessor, Andropov. Na opinião de Galeotti, Andropov era "o padrinho da revolução de Gorbatchov", porque - como antigo chefe da KGB - foi capaz de apresentar o caso da reforma sem que a sua lealdade à causa soviética fosse questionada.  Segundo McCauley, Gorbatchov “pôs em marcha reformas sem compreender aonde elas poderiam levar. Nunca, nem no seu pior pesadelo, poderia ter imaginado que a perestroika levaria à destruição da União Soviética”. 
De acordo com o The New York Times, "Poucos líderes no século XX, na verdade em qualquer século, tiveram um efeito tão profundo em seu tempo. Em pouco mais de seis anos tumultuados, o Sr. Gorbatchov levantou a Cortina de Ferro, alterando decisivamente o clima político do mundo."

## Prêmios e honrarias

O ex-presidente dos EUA Ronald Reagan concede o primeiro Prêmio Ronald Reagan da Liberdade a Gorbatchov na Biblioteca Reagan, 1992

Em 1988, a Índia atribuiu a Gorbatchov o Prêmio Indira Gandhi para a Paz, o Desarmamento e o Desenvolvimento;  em 1990, recebeu o Prêmio Nobel da Paz pelo "seu papel de liderança no processo de paz que hoje caracteriza partes importantes da comunidade internacional". Fora do cargo, ele continuou a receber honrarias. Em 1992, ele foi o primeiro a receber o Prêmio Ronald Reagan da Liberdade, e em 1994 recebeu o Prêmio Grawemeyer da Universidade de Louisville, Kentucky. Em 1995, foi condecorado com a Grã-Cruz da Ordem da Liberdade pelo presidente português Mário Soares, e em 1998 com o Prêmio Liberdade do Museu Nacional dos Direitos Civis em Memphis, Tennessee. Em 2000, ele recebeu o Prêmio Golden Plate da Academia Americana de Conquistas em uma cerimônia de premiação no Palácio de Hampton Court, perto de Londres. Em 2002, Gorbatchov recebeu a Liberdade da Cidade de Dublin do Conselho Municipal de Dublin.
Em 2002, Gorbatchov foi agraciado com o Prêmio Carlos V pela Fundação Academia Europeia de Yuste. Gorbatchov, juntamente com Bill Clinton e Sophia Loren, foram premiados com o Grammy de 2004 de Melhor Álbum de Palavra Falada para Crianças pela gravação de Pedro e o Lobo, de Sergei Prokofiev, de 1936, para a Pentatone. Em 2005, Gorbatchov recebeu o Prêmio Point Alpha pelo seu papel no apoio à reunificação alemã.

## Na cultura popular

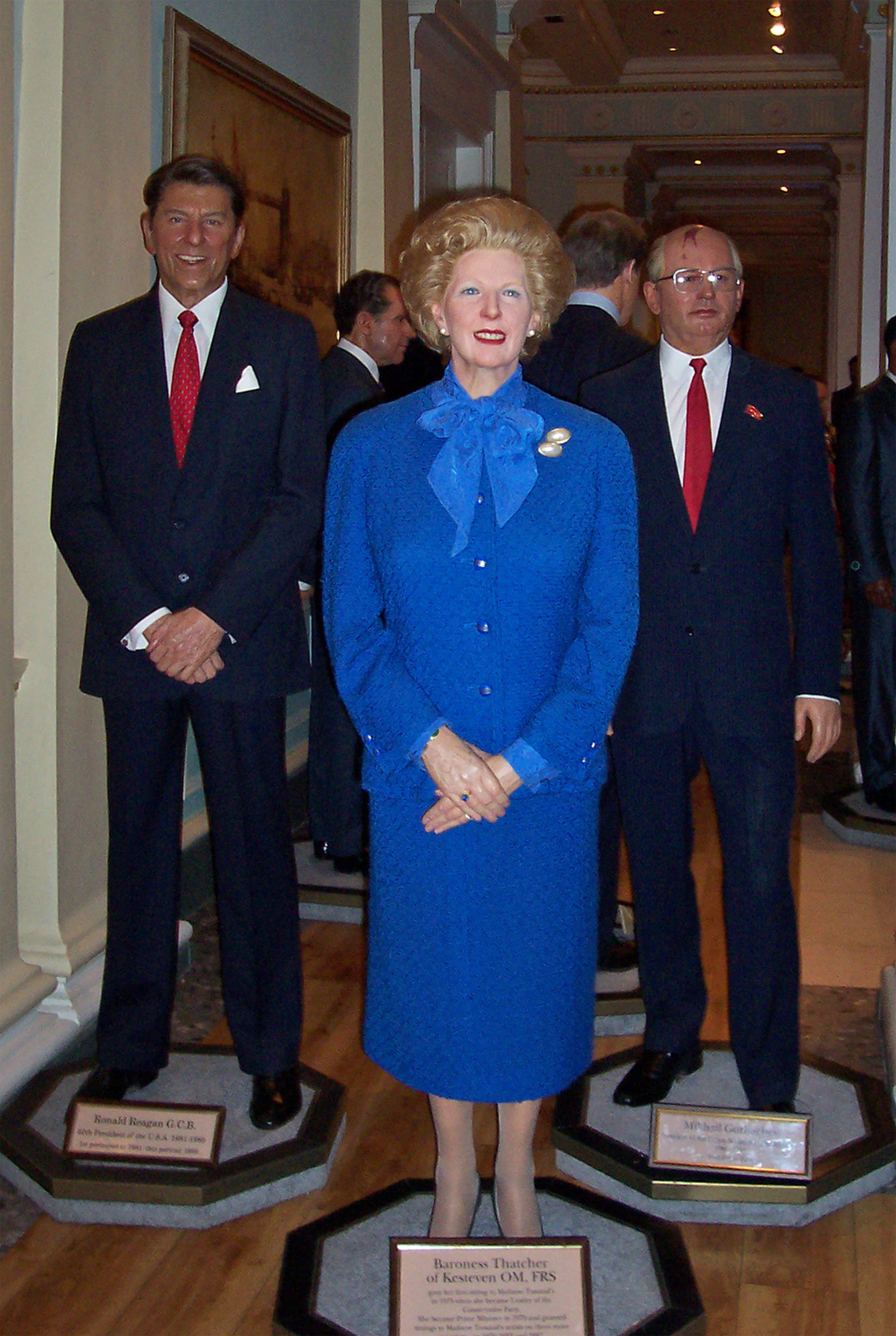
Estátuas de cera de Reagan, Thatcher e Gorbatchov no Madame Tussauds, Londres

Em 2020 e 2021, o Teatro das Nações em Moscou, em colaboração com o diretor letão Alvis Hermanis, encenou uma produção chamada Gorbachev. Yevgeny Mironov e Chulpan Khamatova desempenharam os papéis de Gorbatchov e sua esposa Raíssa, respectivamente.
Gorbatchov foi retratado por David Dencik na minissérie Chernobyl de 2019, por Matthew Marsh no filme Tetris de 2023 e por Aleksander Krupa no drama biográfico Reagan de 2024.
Gorbatchov aparece em Call of Duty: Black Ops Cold War durante uma missão onde o personagem jogável se infiltra na sede da KGB. Gorbatchov é interpretado por David Agranov.